# Esoterismo oriental

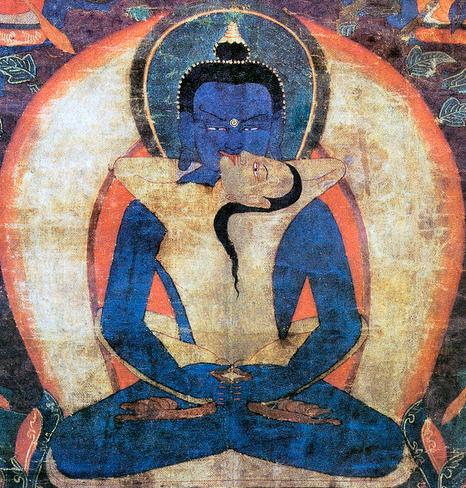
Yab-Yum de Samantabhadra («Todo-Bondad», el Buda primordial) y su aspecto femenino consorte, Samantabhadrī (siglo XVII). La unión erótica simboliza, respectivamente, la no dualidad de la compasión (o método) y la sabiduría; o también de forma y vacío.

Esoterismo oriental es un término utilizado por diversos académicos para describir un amplio abanico de creencias y prácticas religiosas originarias del mundo oriental, caracterizadas por elementos esotéricos, secretos o ocultos. La clasificación del esoterismo oriental presenta desafíos, pues está condicionada por definiciones geográficas y culturales variables de lo «oriental» y lo «occidental», particularmente en relación con las naciones islámicas. La delimitación del propio esoterismo también varía entre expertos: algunos sostienen que el concepto está enraizado predominantemente en tradiciones occidentales. Esta perspectiva suscita preguntas sobre la aplicabilidad de un marco occidental a prácticas no occidentales, lo que puede conducir a clasificaciones que no reflejen con exactitud la complejidad de dichas tradiciones. Por el contrario, otros investigadores proponen una mirada más globalizada, sugiriendo que existen sistemas comparables de conocimiento secreto y prácticas místicas en distintas culturas que merecen ser examinados dentro de un marco unificado.
Pese a los debates, el concepto de esoterismo oriental ha sido adoptado por muchos estudiosos como una categoría pertinente para investigar las dimensiones matizadas de la vida espiritual en diversas tradiciones de Oriente. Ello incluye elementos presentes en el hinduismo y el budismo, donde las enseñanzas secretas, los ritos iniciáticos y las experiencias místicas son significativos. Además, el esoterismo oriental abarca diversas religiones étnicas y sistemas sincréticos que integran creencias indígenas con otras influencias espirituales, ampliando así el campo de estudio. En conjunto, el término sirve de base para explorar el paisaje diverso y complejo del pensamiento y la práctica esotérica a lo largo del mundo oriental.

## Delimitación del concepto
Marco Pasi señala que el concepto occidental de esoterismo no surgió en un contexto académico, sino debido al «religionismo» del siglo XIX, cuando se formuló por primera vez la controvertida distinción entre esoterismo oriental y occidental. Inicialmente, esta dicotomía emergió en la década de 1880: según Julian Strube, los ocultistas franceses aceptaban la autenticidad de lo que llamaban «l'ésotérisme occidental» (esoterismo occidental) mientras rechazaban el «falso esoterismo oriental» de la Sociedad Teosófica. En 1890 también se produjo un conflicto dentro de la Sociedad Teosófica entre William Quan Judge, partidario del ocultismo occidental, y Annie Besant, que abogaba por la variante oriental. Según Pasi: «Es, por tanto, principalmente como reacción a una idea de “esoterismo oriental” que pudo desarrollarse la idea de “esoterismo occidental”». Sin embargo, para Strube esto no basta para definir tales significantes, puesto que se produjo una compleja red de intercambios entre diversas culturas orientales y occidentales, y las fronteras cambiaron histórica, política e ideológicamente. Por ello defiende la conceptualización de un «esoterismo global». Diferentes entendimientos del esoterismo se produjeron globalmente, sobre todo a través de intercambios a lo largo del siglo XIX. Así, los estudiosos de la religión suelen usar el término «esotérico» para categorizar prácticas que reservan «ciertas clases de conocimiento salvífico a una élite seleccionada de discípulos iniciados», según la descripción de Wouter Hanegraaff.
Según las definiciones, buena parte del esoterismo occidental podría considerarse oriental. El Esoterismo occidental ha sido profundamente influido por tradiciones no occidentales, y viceversa, especialmente en tiempos contemporáneos. Esta categorización en dos hemisferios tuvo mayor importancia interna en la retórica de los movimientos esotéricos que en el discurso académico.
Por ejemplo, en el Neoplatonismo, y de nuevo desde el Renacimiento, se asoció un exotismo con el origen de las principales enseñanzas, como el origen de la filosofía platónica en el Antiguo Egipto o el del saber antiguo en los «misterios caldeos», donde lo místico y lo oculto representaban la «sabiduría oriental». Así, Jámblico, por ejemplo, se refirió a los Oráculos caldeos como transmisores de «doctrinas asirias antiguas», y Plethón atribuyó su origen a Zoroastro. Tal concepto en la imaginación occidental ha sido denominado «orientalismo platónico» por los académicos.
La perspectiva también puede variar según la agenda de los ocultistas; un ejemplo son los movimientos esotéricos neopaganos italianos del siglo XX que, inspirados por la «escuela romana tradicionalista», consideraban el Cristianismo una «degeneración venida de Oriente» que nada tendría en común con la tradición esotérica occidental, a la que entendían como paganismo. La «retórica esotérica de una verdad oculta» también se apoyó en lo exótico, conformando en la imaginación un «Oriente místico»; y cuando Egipto dejó de ser atractivo por su exotismo, el polo del «Oriente místico» se desplazó a la India y más allá, como «verdadera morada de la sabiduría antigua».
Académicamente, en algunos estudios recientes del esoterismo —como los de Gordan Djurdjevic y Henrik Bogdan— se ha considerado que existen equivalentes cercanos del esoterismo occidental en culturas asiáticas, sugiriéndose un «esoterismo» indio, chino o del Lejano Oriente en general. Buena parte de los especialistas argumenta que es preferible analizarlo de manera transcultural y globalizada, según cada nacionalidad o región cultural, centrándose en las interacciones del concepto de forma local o cruzada más allá de lo «occidental» y «oriental», o incluso de forma relativa y abierta. Con ello se tienen en cuenta las diferencias de cada sistema, pese a ciertas similitudes en materias de ocultismo y la posibilidad de un sistema de secreto —como el conocimiento reservado, el elitismo, teorías sobre espíritu y materia, un supuesto conocimiento universal y ritos de paso jerárquicos—.
Henrik Bodgan y Gordan Djurdjevic consideran que el «esoterismo oriental» está presente junto a elementos occidentales en el sistema de magia ceremonial de Aleister Crowley, y Djurdjevic reconoce la expansión del estudio del esoterismo oriental como un legado importante de Crowley. Jeffrey J. Kripal utiliza el término «esoterismo asiático» en su estudio del Tantra, y Olga Saraogi aboga por la posibilidad de un análisis «asiacéntrico» del esoterismo. Georgiana Hedesan y Tim Rudbøg consideran que «occidental» y «oriental» pueden usarse como designaciones relativas, pero que resultan limitantes, prefiriéndose localizaciones específicas como europea, india o africana.
Otros, como Helmut Zander, sostienen que el hecho de que exista un concepto técnico bien definido de «esoterismo occidental» no obliga a que deba existir un «esoterismo oriental», «septentrional» o «meridional». Se han propuesto categorías abiertas como «esoterismo global» o «esoterismo abierto», considerando que definiciones rígidas no se aplican a todas las culturas ni en todo tiempo. Así, Zander escribe —siguiendo a Jan Assmann— que forma parte de la historia de la religión occidental desde la Antigüedad una tensión reflejada en las dicotomías público/privado y abierto/secreto; pero propone que definir «secreto» como posibilidad, más que como requisito, podría permitir considerar esoterismos en otras tradiciones no occidentales. Que un sistema se origine en un contexto occidental y sea asimilado por culturas colonizadas no significa que permanezca occidental, según estudiosos como Egil Asprem, Julian Strube, Keith Cantú y Liana Saif, quienes abogan por la agencia local en la creación de innovaciones sobre el material.
Antoine Faivre y Wouter Hanegraaff definieron el esoterismo como un fenómeno específicamente occidental, con intención de superar el paradigma religionista de un «núcleo esotérico» común a todas las religiones o una verdad perenne universal. El término «occidental» sirvió para delimitar el esoterismo no como una esencia transhistórica, sino como un conjunto particular de una corriente histórica. Así, en este sentido, Asprem indica que el término se opone tanto al «esoterismo universal» como a esoterismos localizados geográficamente: «No se opone tanto a “esoterismo oriental” (o “septentrional” o “meridional”) como a esoterismo universal». Hanegraaff escribe que la creación de una categoría de «esoterismo oriental» tendría que ser distinta de la definición inaugural de Faivre: «Se sigue que, si uno concibiera un “esoterismo oriental” (sea cual fuere la definición), necesariamente sería otra cosa». Karl Baier escribe que el estudio comparado de religiones actual cuenta con técnicas más refinadas y no adopta necesariamente una agenda religionista, por lo que no se excluye el uso de la categoría comparada «esoterismo». Según Baier, el paradigma Faivre/Hanegraaff excluye cualquier agencia no europea, como si las culturas no occidentales no pudieran contribuir o desarrollar activamente esoterismo: «Sin embargo, la investigación sobre el yoga moderno y otros campos de interacciones transculturales entre culturas del Cercano y Medio Oriente, Asia meridional y oriental, así como África y corrientes esotéricas europeas o americanas, revelan desarrollos enmarañados globalmente». Julian Strube también considera que el esoterismo se formó de manera globalmente entrelazada y que la perspectiva conceptual actual de Hanegraaff repite el religionismo y excluye contextos no occidentales.
Según Hanegraaff, Carl Jung contribuyó de forma notable a difundir el estudio transcultural del esoterismo con una perspectiva más global, analizando la tradición ocultista occidental y buscando paralelos con sistemas orientales. Percibía dos mentalidades —una más racional y consciente y otra inconsciente— y afirmó que, al estudiar los pensamientos de las culturas occidental y oriental, encontró el mismo substrato compartido del inconsciente colectivo, que podría estudiarse históricamente, pero que, según Hanegraaff, corresponde al reservorio de «conocimiento rechazado».
De acuerdo con Marco Pasi, «si el esoterismo no es un fenómeno universal, sino que está específicamente arraigado y limitado a la cultura occidental, entonces no debería ser necesario etiquetarlo como “occidental”. En el momento en que se etiqueta como “occidental”, también se vuelve posible suponer que existen otras formas “no occidentales” de esoterismo». Existe, sin embargo, crítica a la aplicación incorrecta del esoterismo a otros contextos, ya que se ha usado en supuestos religionistas y ha desbordado hacia otras categorías generalizantes occidentales sobre culturas no occidentales, como el chamanismo. Por ejemplo, estudios como los de Marcel Griaule han sido criticados por inducir la creación de mistificaciones consideradas «esotéricas» en contextos no occidentales, como el de la religión africana de los dogón. en lo que llamó «la parole claire» —el nivel más profundo del conocimiento secreto—. Existen matices: lo esotérico procede de nociones de secreto, aunque no toda dimensión de secreto refiere a lo esotérico (como lo vergonzante), y no todo secreto es iniciático. Apter sugiere, a su vez, que el conocimiento secreto no es necesariamente fijo en ciertas culturas —como los esoterismos de los yoruba y dogón—, y quizá sea siempre fluido y cambiante según contextos. En cuanto a Oriente, las perspectivas europeas sobre la religión han estado influidas por tendencias del orientalismo, que a su vez influyeron en la atribución de esoterismo en un «orientalismo esotérico», con frecuencia descalificando las creencias y prácticas religiosas orientales como supersticiosas o irracionales.
El esoterismo, como término amplio en su perspectiva analítica, es una categoría comparativa de cosmovisiones o prácticas conectadas que se han extendido en diversas culturas a lo largo de la historia y del mundo. Sin embargo, en un segundo sentido estricto —émico—, se origina en corrientes históricas concretas en la interacción de distintas culturas o, como fenómeno euroamericano, del esoterismo occidental.
Con todo, se ha vuelto común atribuir el esoterismo oriental a doctrinas del Hinduismo, como los tantras y el yoga; a ramas del Budismo halladas en India, China, Japón, Tíbet, Corea y Vietnam —llamándolo «budismo esotérico»—; y a otras prácticas no sectarias, como las de los Baul. Se encuentran, por ejemplo, sistemas de pensamiento analógico de correspondencias externas e internas (como macrocosmos y microcosmos) en rituales y teorías indias comparables a enunciados de sistemas esotéricos occidentales, así como prácticas de magia, alquimia y adivinación. Richard Kaczynski señala que, si bien no es su intención «confundir el tantra oriental y la magia occidental —aunque me resulta útil referirme a ambas como formas de esoterismo—», emplea «un término de segundo orden (analítico) aplicado por los estudiosos al objeto, bajo un escrutinio mucho más consistente que como designación auto-referencial (émica)», con un motivo comparativo semejante al de Crowley al apreciar similitudes entre tradiciones orientales y occidentales.
Cantú utiliza «occidental» y «oriental» por conveniencia, y escribe que es una noción implícita en la división de «occidental», si bien vaga: «Mi punto es que postular un esoterismo occidental también implica postular un “esoterismo oriental” que, aun si no se declara o analiza, crea una categoría sin existencia intrínseca al margen de diversos movimientos desconectados —islámicos, hinduistas, budistas, taoístas o no sectarios (p. ej., los fakir)— que podrían participar justificadamente de un tipo de esoterismo». Propone un enfoque más neutral y global, considerando las dimensiones local, nativa y translocal, en que un sistema se difunde y se vuelve variado en múltiples lugares al alejarse del punto de origen. Con el flujo de lo translocal a lo local (llamado «localización»), puede producirse una asimilación de conceptos occidentales desde la agencia interna de miembros de comunidades colonizadas. No puede, por tanto, decirse que el sistema pierda su autenticidad, incluso si hubo influencia por un movimiento de «polinización de retorno» de Europa a Asia, con la apropiación de nuevas categorías esotéricas, como en el yoga. Así, indica la existencia de dos dimensiones: «esoterismo translocal» y «esoterismo local», a partir de las cuales la afirmación de autenticidad e inautenticidad se construye localmente.
En cualquier caso, las manifestaciones de esoterismo son el resultado de un bricolaje dinámico de ideas, provenientes de lugares, fuentes y culturas diversas, pero también entre las propias comunidades discursivas de práctica. Esto hace que las categorizaciones sean inconsistentes y que los límites se desplacen por parte de los propios agentes que analizan el fenómeno. Ejemplos que generan dificultad son el uso de lo oculto en el Japón moderno en las nuevas religiones japonesas, como Oomoto, o la doctrina de Ruhollah Jomeiní en Irán —ambas situaciones afirmadas como innovaciones esotéricas «émicas» abiertamente opuestas al pensamiento occidental—; o bien el surgimiento de nuevas demarcaciones «émicas» del esoterismo por académicos orientales, como Masaharu Anesaki (1873-1949).
Contra el paradigma historicista que considera el esoterismo una estrategia discursiva exclusiva de la epistemología de Occidente, Egil Asprem defiende —en un enfoque tipológico— la utilidad de comparar esoterismos no occidentales para verificar si el esoterismo es una categoría transcultural que pudo emerger independientemente en diversos lugares:
Mirar más allá de lo particular para ver cómo operan «formas de pensamiento» similares, organizaciones secretas o reivindicaciones de conocimiento superior en contextos más allá de Occidente (...) puede incluso ayudar a descubrir presiones de selección y factores ambientales que expliquen el surgimiento del esoterismo en «Occidente» y a formular definiciones más precisas y teóricamente afinadas. (...) ¿Qué puede decirnos la ciencia cognitiva de la religión sobre la generación y transmisión de «formas de pensamiento» o «estilos cognitivos» considerados únicos del esoterismo occidental? ¿Existe una dinámica de «evolución cultural convergente» que arroje luz sobre la formación de grupos, movimientos, discursos, experiencias o estructuras de ideas de tipo «esotérico»?

## Mesopotamia

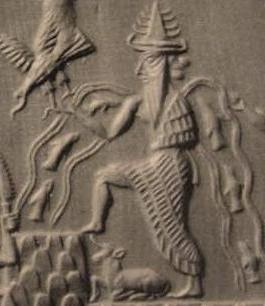
Enki, guardián de los Me, dios de las aguas subterráneas y de la sabiduría, con peces fluyendo de sus hombros y un águila descendiendo frente a él. Sello de Adda (ca. 2300 a. C., Imperio acadio)

Existía un concepto asentado de secreto en Mesopotamia, asociado al conocimiento reservado. Se encuentran, por ejemplo, las palabras AD-ḪAL = pirištu (en sumerio y acadio, respectivamente, «secreto»), Nì-DUL = katimtu («oculto», «cubierto») y (KI)-ÙRU = niṣirtu («custodiado»). Según las tradiciones de las religiones mesopotámicas, había dioses encargados de los secretos divinos que transmitían el conocimiento a individuos de la realeza, quienes a su vez lo hacían a clases de eruditos y escribas. Guardianos de los secretos celestes y terrestres incluían a Enki/Ea, dios de la sabiduría, Nabu, Inanna, así como Ninshubur (que guardaba los secretos del dios del cielo Anu) y Nuska (que guardaba los de Enlil, rey de los dioses).
Los mesopotámicos desarrollaron una tradición esotérica de escribanía, como colecciones de sus ritos o la práctica de la aruspicina. Sus tablillas se copiaban y transmitían «del que sabe al que sabe». Las artes de la escritura y los escritos eran un secreto, como se afirma en un texto sumerio del II milenio a. C. Hay listas léxicas del IV milenio a. C. consideradas «conocimiento secreto del sabio», que ofrecen una taxonomía del mundo de tono esotérico. También hay casos de uso de criptografía: a mediados del III milenio a. C. se inventó y utilizó una ortografía esotérica llamada UD-GAL-NUN para relatos mitológicos secretos. Desde finales del II milenio a. C. se encuentran cláusulas en tablillas identificando el contenido como conocimiento secreto transmisible únicamente de un conocedor a otro, y que infringirlo transmitiéndolo a un no iniciado suponía un «tabú de los dioses».

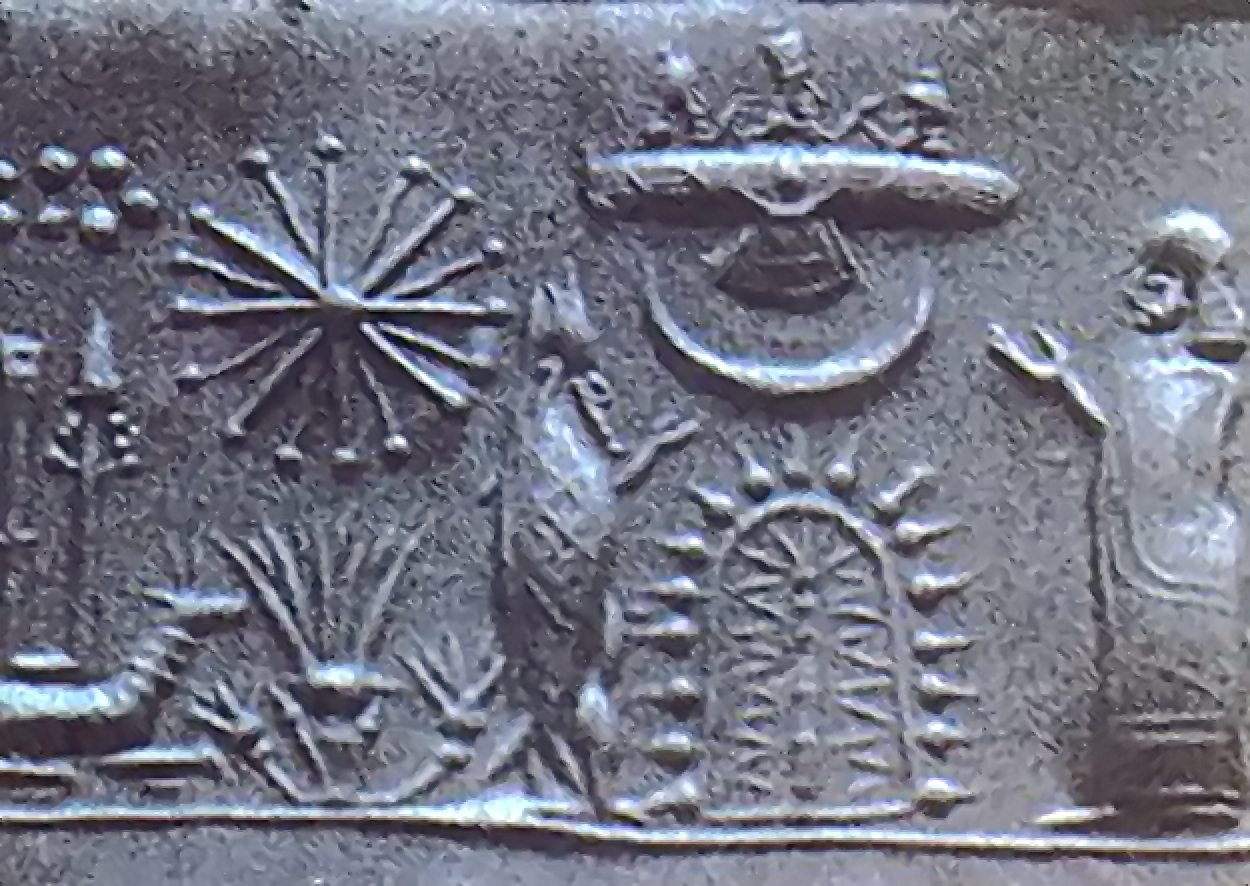
Impresión de sello cilíndrico mesopotámico del I milenio a. C., mostrando a un sabio vestido de pez y a un devoto frente a él, así como representaciones celestes como el disco solar alado, una luna creciente y un cúmulo de estrellas

El conocimiento de exorcismo y adivinación también estaba monopolizado. La función del exorcista se designa nominalmente como secreta (niṣirtu) en el «Manual del exorcista» (I milenio a. C.), del cual se lee (KAR 44:30-31): «totalidad de las fuentes de sabiduría, los secretos del arte de los encantamientos, las fuentes de los planos del cielo y de la tierra, los secretos del Lalgar (abismo) y los encantamientos no canónicos (ahû)». «Fuentes» es una metáfora del agua subterránea del Abzu, asociada al dios de la sabiduría Enki, como analogía del origen del conocimiento esotérico.
El monarca asumía un papel social como médium de profecía, a menudo mediante la metáfora del «matrimonio sagrado». No hay pruebas de que las narrativas sobre ritos sumerios de hierogamia (matrimonio entre una deidad y el rey) o teogamia (matrimonio entre dioses) ocurrieran literalmente, o de que se realizara necesariamente una consagración ritual sexual del monarca con una sacerdotisa en prostitución sagrada. Eran, no obstante, un modo retórico de mostrar la estrecha comunicación entre el monarca y los «secretos de los dioses». La conexión erótica no verbal permitía simbólicamente la mediación verbal y legitimaba su poder en conexión con el mundo divino. En el oráculo de Inanna a Ibal-pi-el II (r. c. 1779-1765 a. C.), la diosa se presenta: «Los secretos de los dioses están ante mí. Como la invocación de mi nombre está siempre en tu boca, te revelaré, uno por uno, los secretos de los dioses». Es probable un elemento de secretismo en el culto de Inanna, pues su información se transmitía oralmente a una pequeña élite. Sus cantos amorosos no se dicen explícitamente esotéricos, pero ello puede sugerirse también por la escasez de material escrito. Los textos cúlticos existentes, sin embargo, aunque se digan «secretos», no constituyen prueba en sí de cultos secretos o iniciaciones rituales en misterios de la Diosa del Amor, sino que asumen una función connotativa de expresar aprobación divina en la ideología real.
Los mitos babilónicos no cambiaron hasta después del 900 a. C., y los estudiosos produjeron saber especializado y esotérico sobre el ya existente. En babilonio, el sacerdote Beroso informó a los griegos que los mitos babilónicos eran alegorías, y que de su difusión en un contexto helenístico se extendió la noción de una sabiduría legendaria antigua de los caldeos, como la «ciencia caldea» de la astrología. El pensamiento mesopotámico del esoterismo asirio y babilónico era de carácter semiológico, que interpretaba las cosas creadas en el mundo como signos escritos de elocuciones divinas, que deben examinarse y descifrarse en la adivinación.

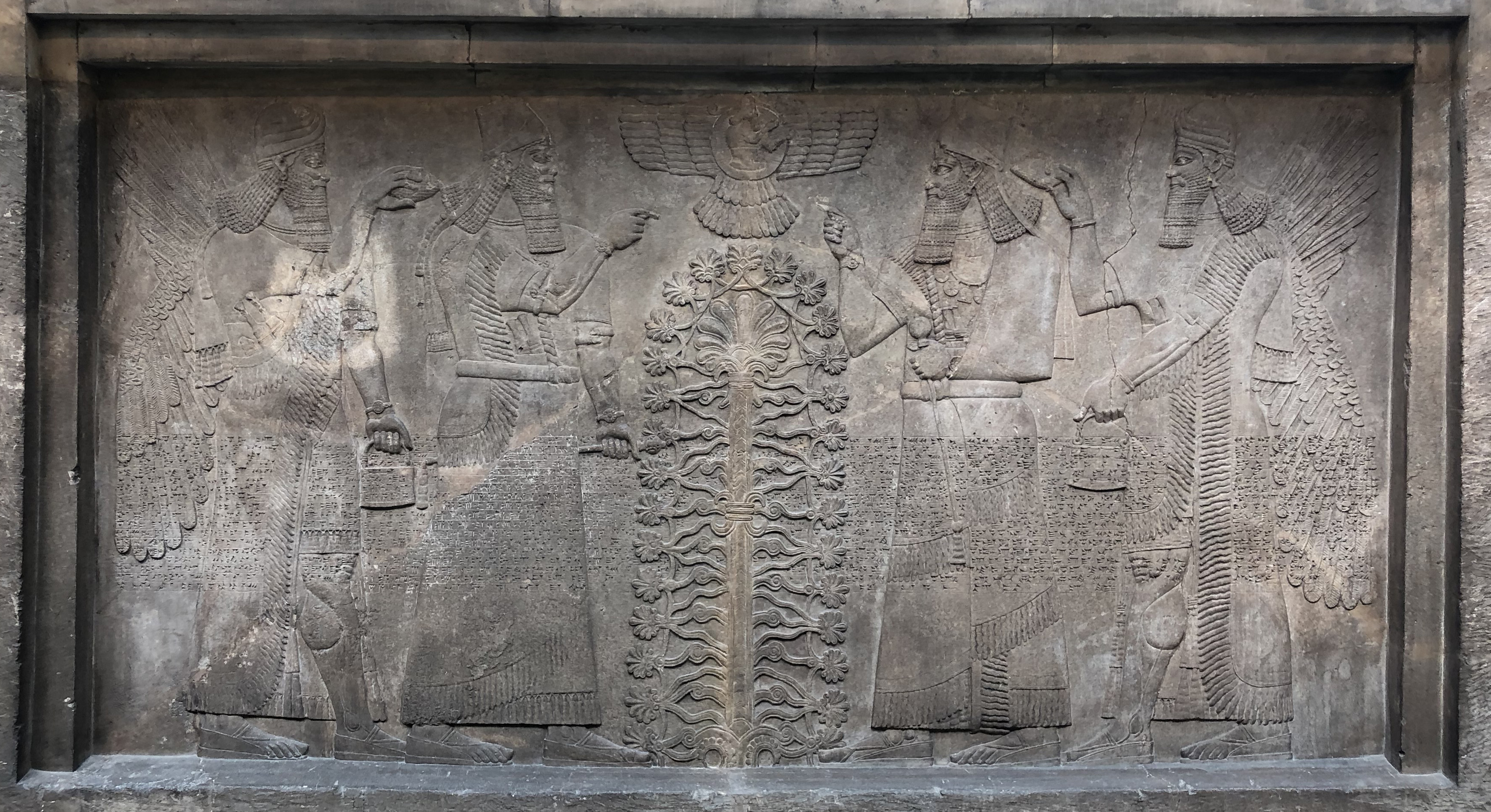
Escena simbólica de Asurbanipal con atuendo ritual, frente a un árbol sagrado, acompañado por yin alados (865-860 a. C.)

El nombre apkallu se dio a héroes culturales legendarios, descendientes de humanos, que recibieron sabiduría divina y enseñaron las ciencias antediluvianas. El principal de ellos fue el sabio mítico Adapa, reportado por Beroso a los griegos como Oannes y visto por estos como sabiduría esotérica. Asurbanipal se vanagloriaba de haber comprendido «el arte del apkallu Adapa, el secreto esotérico de toda la tradición de escribanía». J. van Dijk sugiere que los rituales de purificación pudieron tener un aspecto esotérico rastreado al sabio mítico Adapa y que se extendió a tradiciones esotéricas y gnósticas locales posteriores, como el Mandeísmo.
Es probable que los «magoi» a los que se refiere Heráclito fueran sacerdotes persas o exorcistas babilónicos. Los rituales nocturnos de curación que describió —con un juicio imaginario de brujas y hechiceros, encendido de fuego e invocaciones para romper el hechizo de la enfermedad— son similares a los descritos en la colección babilónica Maqlû.

## Zoroastrismo
Se sugiere una dimensión esotérica en la interpretación de textos zoroastrianos, con estudiosos que consideran una jerarquía de conocimiento religioso, evidenciada en pasajes que remiten a una lectura profunda. En el artículo «Esoteric trends in Zoroastrianism» (1969), Shaul Shaked considera que el zoroastrismo sasánida, aunque abierto, poseía una categorización informal que incluía la noción de conocimiento oculto. Identifica el término rāz (literalmente «secreto») como conocimiento esotérico mayor, reservado a miembros e iniciados de rango religioso superior. Dan Sheffield considera también, a partir del Wizirgerd ī Denīg, que la exégesis del Avesta estaba guiada por la idea de que contenía secretos: «Ahora uno debe saber con ayuda de la inteligencia y la mente que abundan en el Avesta expresiones misteriosas». Propone la hipótesis de que la curiosidad por buscar secretos llevó al desarrollo del Zand (exégesis; literalmente, «interpretación»), como se lee en Denkard 6.215: «el dēn tiene siete muros, y llamaron al más alejado la palabra sagrada y Zand». Un decreto del reinado de Cosroes I, sin embargo, limitó el Zand a círculos sacerdotales cerrados, con miras a preservar el orden moral y prevenir la profanación por herejes: «Mantén este Yasna en secreto, pero no enseñes el Zand a nadie excepto a tu descendencia». Así, Denkard 6 evidencia:
Uno debe ser digno de todos los secretos (y) de las batallas de los dioses; entonces, cuando un hombre es digno, los dioses mismos le informan sus secretos y batallas, pues los dioses desean un tesorero de confianza. El secreto de los dioses y sus batallas no está oculto a nadie, pues sabéis que cuanto más sabe la gente, más poderosos serán los dioses.

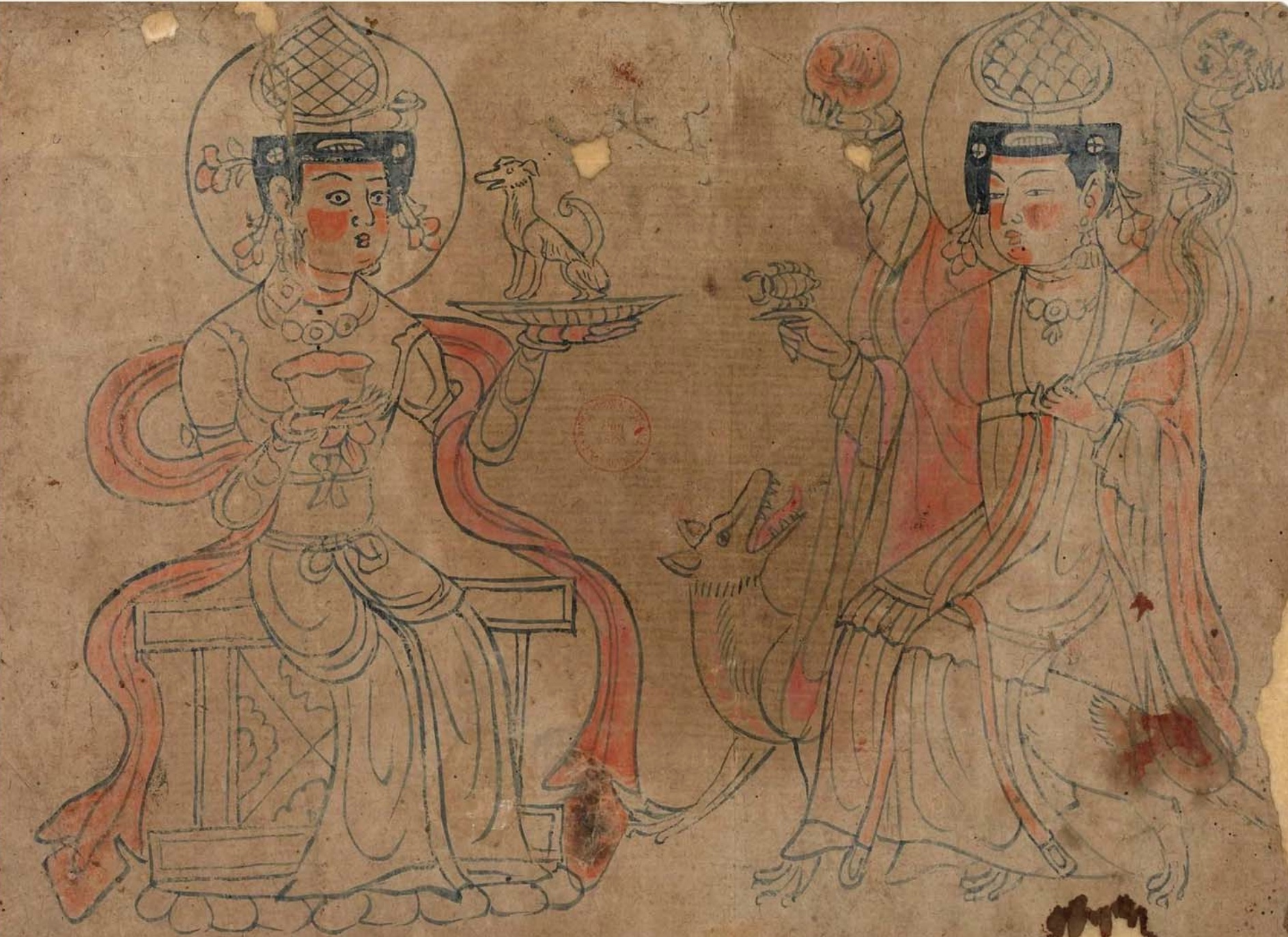
Sogdianas Daēnās (siglo X), asociadas al culto zoroastriano en Sogdiana. La figura de la izquierda se considera Daena, mientras que la de la derecha sería un Daeva

En la poética del Yasna, Martin Schwartz identifica la existencia de cifrado lingüístico en la estructuración de los versos, en tanto se recomiendan a «el que sabe» y señalan un mensaje revelatorio con presencia de esoterismo.
La idea principal que los estudiosos especulan fuertemente arraigada en el ritual avéstico es la apertura de una vía esotérica por la cual los sacerdotes podrían encontrarse con Ohrmazd, ganando una temprana visión mental del más allá y la condición de saoshyant. Durante el rito sacrificial se hipotetiza que hubo componentes extáticos o esotéricos en que el oficiante también se consagraba mediante una interiorización en la que elevaba su alma, en ascenso celestial. Uno de los títulos del sacerdote Kartir fue Ohrmazd mowbed, que para el Denkard, según Prods Oktor Skjaervo, se «aplicaba a personas que se revelaban con la capacidad de ver el otro mundo (mēnōy-wēnišnīh)». Kartir describe en sus inscripciones su visión del «destino final» según tal contexto ritual especial, en un relato profundamente esotérico de un encuentro en el Paraíso con su doble femenino dēn, «en forma de mujer».

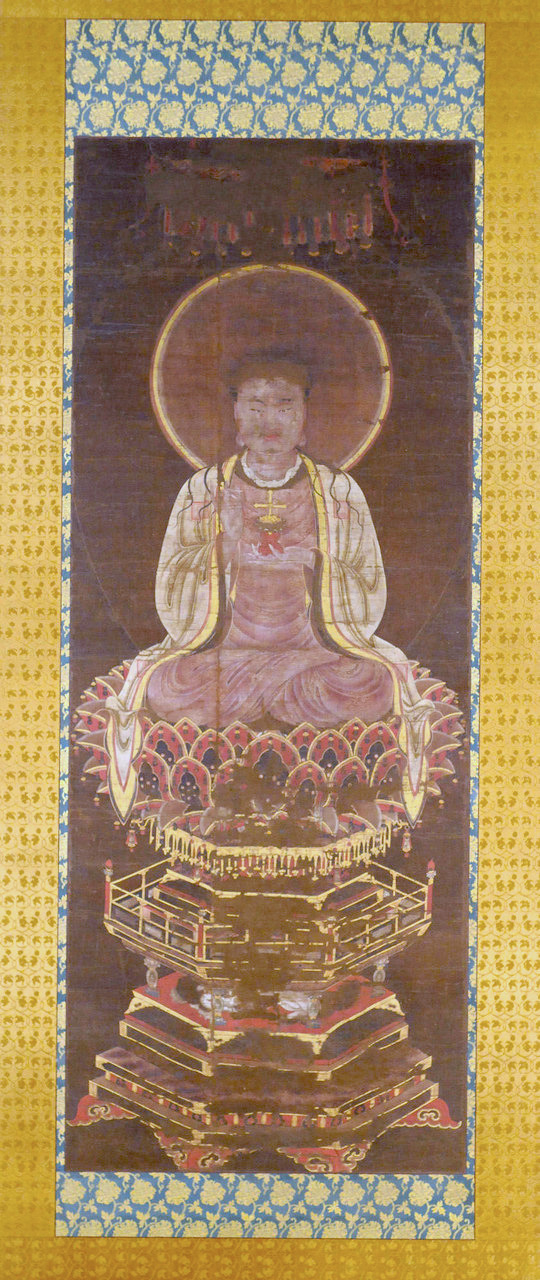
Pintura maniquea del Buda Jesús (siglo XIII, China meridional). En la versión china del maniqueísmo se escribe, por ejemplo, en el Compendio maniqueo (año 731), una exposición didáctica a los fieles respecto a una representación de Mani: «(Su) cuerpo exhibiendo plenamente la Gran Luz tiene el significado esotérico de lo Ilimitado».

James Russell especula que los zoroastrianos creían en un conocimiento especial sobre el final de la batalla cósmica entre el Bien y el Mal, que además de provenir de la lectura de la Gatha por una clase especializada, también implicaría el empleo de técnicas místicas por creyentes espiritualmente avanzados, como el éxtasis por vino o sustancias psicotrópicas (supuestamente haoma), así como meditación silenciosa (en avéstico: tušnā-maitiš) y recitaciones mantricas (manthra-).
La recitación del himno más importante, el Ahuna Vairya, está fuertemente ligada a componentes cosmológicos, e implica un conocimiento secreto en manos del sacerdote que lo posee, posiblemente correlacionándolo con las 21 constelaciones de la parte norte del cielo. Estas constelaciones y las del zodiaco se simbolizaban igualmente en los útiles de la mesa ritual, y un patrón de coreografía por los sacerdotes indica posiciones de los ejes espaciales y escenifica movimientos celestes, en un acto para derrotar al Espíritu del Mal.
Henrik Samuel Nyberg y Mary Boyce sugieren que un cambio en el calendario durante el período aqueménida —en el que cuatro días se dedicaron al «Creador», supuestamente Ahura Mazda, en lugares antes ocupados por otros Yazata (deidades)— puede ser evidencia de una guiñada de los monarcas aqueménidas a la creencia esotérica del Zurvanismo como el Ser original que preexiste a los dos principios y que posee un rasgo tetrádico. Este diseño subyacente fue, sin embargo, en forma encubierta, sin ganar apoyo popular.
Una tradición judeocristiana vio a los «magos de Oriente» de forma positiva por la narrativa de los Reyes magos, en la que tuvieron contacto con la revelación de secretos sobrenaturales. Otros cristianos, en cambio, los acusaron de un supuesto encubrimiento. El contacto con el conocimiento religioso y los ritos de los sacerdotes persas impresionó a los griegos, promoviendo tanto una perspectiva buena como mala en la imaginación debido al exotismo. El término «magia» y el contexto de la magia grecorromana derivan de la palabra persa para «magos» zoroastrianos.
También hubo un legado esotérico de los magos en la interacción entre mazdeísmo y cristianismo en Oriente, como en la transmisión cristiana a zoroastrianos iraníes. Según esto, Cristo fue presentado varias veces como ya profetizado por Zaratustra, como el Saoshyant, lo que pudo haberse asociado localmente en especulaciones sobre los tres hijos de Zaratustra y sus relaciones con el «Tiempo Divino Universal» (Zurvān), en una tétrada zurvánica antes de Ohrmazd.
Las doctrinas maniqueas derivaron muchos aspectos de la terminología y el pensamiento zoroastrianos, combinándolos y modificándolos con ideas judeocristianas, budistas y gnósticas dentro de un marco esotérico para explicar la vida y la muerte. A diferencia del zoroastrismo, el sistema de Mani consideraba la materia como un principio maligno. Según Götz König, los zoroastrianos críticos con el maniqueísmo vieron en él una herejía de interpretación esotérica que pervertía la «verdadera» comprensión de los textos sagrados. Hay registro de acusaciones contra la doctrina de los dos principios elaborada por Mani, y la técnica textual maniquea elaboró un modelo sobre la Gatha en el que se asignaron nuevos elementos a los nombres de los dioses.
En el siglo VI surgió la secta de Mazdak, a partir de las enseñanzas de Zardusht Khorragan y su discípulo Mazdak. Exponían un zoroastrismo con elementos esotéricos, incorporando una visión gnóstica y simbolismo de la luz para abogar por una filosofía del amor y la reforma social, como intérpretes del mensaje de Zaratustra y del Avesta. Mazdak afirmaba que el «sentido secreto» (nehani) era conocimiento necesario para su fe, probablemente refiriéndose a sentidos esotéricos del Avesta.
En el siglo IX, el Denkard presentó evidencias de una interpretación hermenéutica de la Gatha que compartía el paradigma de «omnisignificancia» —según James Kugel—, análoga a tradiciones rabínicas de comentaristas talmúdicos, con búsqueda de paralelismos entre textos y una posible reinterpretación de cada palabra de la Escritura divina como portadora de un significado críptico latente. El Wizīdagīhā ī Zādspram («Selecciones de Zadspram») es también otro texto independiente del mismo siglo dentro de la tradición zoroastriana, que involucra concepciones médicas, numerología y astrología con especulaciones cósmicas, en contextos que pueden denotar sentido esotérico.
Azar Kayvan (siglos XVI-XVII), asegurando que el fin del milenio islámico estaba próximo, declaró una era de superioridad persa y fundó la orden Abadi, combinando ideas sufíes, gholātī e iluminacionistas con textos zoroastrianos. Sus seguidores creían que sus nuevas escrituras, Dasatir-i-Asmani, eran reveladas divinamente. La obra se compuso en una lengua artificial y con comentarios persas, y Kayvān consideraba que quienes no fuesen zoroastrianos abadíes no entendían que el Zend-Avesta era la interpretación esotérica (ta'vīl) del Dasatir.
A comienzos del siglo XX, un movimiento llamado Ilm-e Kshnoom («Camino de la Iluminación» o «Conocimiento Beatífico»), fundado por Behramshah Nowroji Shroff, estuvo influido por la Sociedad Teosófica y afirmó poseer el conocimiento esotérico del zoroastrismo.

## Hinduismo
Lingüísticamente, varios términos sánscritos se consideran cercanos a la noción de «esotérico»: adhyātmika («espiritual»), alaukika («no mundano»), alaukika jñāna («conocimiento espiritual»), gupta («oculto»), gupta sādhana («rituales secretos»), siddha darśana («percepción oculta»).
Varios estudiosos usan el término «esoterismo hindú» en comparación con los elementos alquímicos y de haṭha yoga del misticismo hindú, conectados principalmente con el tantrismo. Existen asimismo linajes espirituales culturalmente hindúes de transmisión directa e iniciación —implicando maestro y discípulo— que se remontan al menos a 1500-1000 a. C. Elizabeth De Michelis considera que, pese a paralelos en la categoría «esoterismo», las prácticas esotéricas hindúes están mucho más aceptadas y emplean elementos de la tradición convencional del hinduismo clásico, mientras que el esoterismo occidental connota un conjunto marginal respecto de la ortodoxia. La categoría en un eje oeste–este apareció durante el desarrollo moderno del hinduismo, con procesos de esoterización e influencias cruzadas, por ejemplo en el Neo-vedanta y el Yoga. Según Richard Kaczynski, «Puede generalizarse que tanto en el esoterismo indio como en el occidental hay una tendencia a sublimar la búsqueda religiosa».
Gordan Djurdjevic considera el yoga como análogo a la magia en la búsqueda de poderes (tenidos por sagrados), el cultivo de la imaginación (correspondiente a la meditación) y el principio de eros (búsqueda de unión). Señala, además, la categoría esoterismo —según las definiciones de Antoine Faivre— como fenómeno transcultural aplicable a los Nāth Siddhas, que comparten los componentes de la doctrina de correspondencias (macrocosmos-microcosmos), la naturaleza viva (en el concepto de Shakti), la transmutación (como la «inversión» de ulṭa sādhana), la práctica de la concordancia (en el ideal de sabiduría unitaria de diversas tradiciones), la transmisión de conocimiento por iniciación y la gnosis en sus prácticas yóguicas. Fueron asimismo uno de los primeros grupos religiosos de la India medieval en usar la lengua vernácula en lugar del Sánscrito para transmitir ideas esotéricas, pero igualmente emplearon estrategias retóricas en «lenguaje secreto», como el uso de paradojas en poemas para indicar una inversión del mundo ordinario, en un «lenguaje al revés» (Ulṭabāmsī).
El tantra se considera un brote de tradiciones védico-brahmánicas y yóguicas cuyo sistema se caracteriza principalmente por correspondencias de macrocosmos y microcosmos y también por una reintegración de lo mundano en la vía salvífica, como el empleo ritual de la sexualidad y el dualismo para alcanzar la no dualidad. Los ritos erotocéntricos se denominan a veces «vía de la izquierda» (vāmācāra) en dichos hindúes, pero no así en el budismo. En la literatura sánscrita y testimonios de practicantes tántricos, se atribuye a estos un origen indio externo. En India, el tantrismo budista asimiló dioses hindúes como símbolos, así como en Japón en sincretismo con el sintoísmo, y en el Tíbet con los dioses nativos Bon.

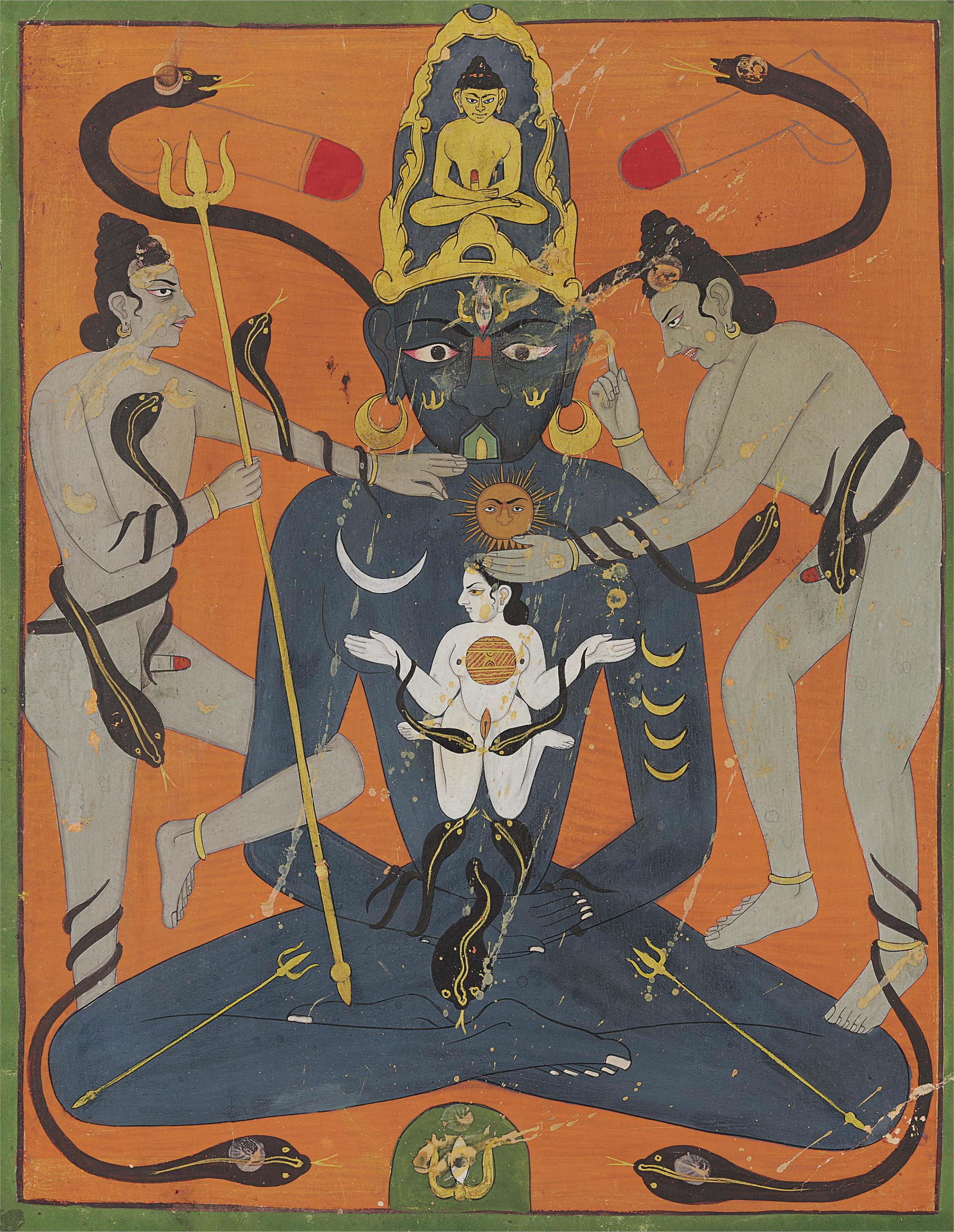
Pintura de Kundalini tantra (siglo XVIII), que representa aspectos cósmicos celestes en el cuerpo y el movimiento de la kuṇḍalinī como serpientes nāga enroscadas alrededor del yogui.

Muchos de sus elementos son nativos de la India, pero es difícil saber cuáles se originan en doctrinas védicas y cuáles en budistas; probablemente se influyeron mutuamente y bebieron de otras fuentes no hindúes. También es complejo rastrearlos, pues los tantras shaivas aparecen en los siglos IX y X, mientras que los budistas pueden datarse con mayor precisión —a nivel de décadas— y con más evidencias de épocas anteriores. Así, lo que puede afirmarse es que hubo múltiples conexiones entre las tradiciones indias, si bien cada una con desarrollos propios. Además de la literatura budista y Páñcharatra/shaiva, los tantras utilizaron la literatura de dhāraṇī así como fuentes políticas sobre una ideología de realeza, como se ve en el primer sistema tántrico de Ekākṣara-uṣṇīṣa-cakravartin («El Emperador Universal del Uṣṇīṣa del Buda [adoptando el aspecto de] una sola sílaba»).
El texto fundacional Kulārṇava Tantra (siglo XII) afirma que las doctrinas de los Vedas, śāstras y purāṇas pueden revelarse, pero que las de los āgamas shaivas y shaktas (esto es, los tantras) deben mantenerse en secreto.
Se consideran fundamentales tantras como el Guhyasamāja (compilado en los siglos V-VI), Cakrasaṃvara (siglo VIII), Hevajra, Vajravārāhī, Kālacakra, entre otros textos del Anuttarayoga tantra (posteriores, entre los siglos VIII y XI). Muchos de sus elementos y enunciados se han considerado subversivos —como el comportamiento de los Siddhas—, pero estas escrituras también han sido interpretadas como un rechazo del sentido literal y la asunción de una narrativa simbólica, mediante un lenguaje codificado: Sandhābhāṣā, una «lengua con intención», deliberadamente oscura para los no iniciados, siendo uno de los principales métodos de los discursos indios —y no exclusiva de tradiciones budistas—. Max Müller tradujo por primera vez este término sánscrito como «dichos ocultos»; E. Burnouf (1852), como «lenguaje críptico»; y Haraprasad Shastri (1916), como «lenguaje crepuscular», término preferido por algunos estudiosos recientes pero también criticado por otros. Se han propuesto también las traducciones «lenguaje secreto» o «lenguaje cifrado».
En movimientos esotéricos indios, un lenguaje secreto tiene varias funciones: evitar persecución y juicio sobre prácticas marginales según normas sociales; adquirir significado simbólico con su elitismo y empoderamiento social —donde comunidades heterodoxas se oponen a jerarquías de clase tradicionales—; y servir de protección, al no divulgar conocimiento considerado peligroso. Por otro lado, el supuesto peligro y poder destructivo de la enseñanza velada también generaba atracción: anunciar la existencia de un secreto a oyentes externos era parte de una estrategia frecuente del esoterismo, la de la pseudo-simulación, que precluye su divulgación.
Numerología también es importante en la terminología tántrica:
La clasificación quíntuple presentada en los tantras es notablemente amplia, abarcando objetos de toda índole; incluye el infame conjunto de «cinco emes» (pescado, carne, vino, mudrā, cópula) e incluso un conjunto de cinco «fluidos corporales» (heces, orina, sangre, semen, carne). Además, incluye conjuntos de principios doctrinales, como los cinco skandhas (factores de existencia), los cuatro kāyas (cuerpos de Buda) y la tríada prajñā, upāya, bodhicitta («sabiduría», «medios», «mente iluminada»). Prajñā, upāya y bodhicitta se identifican con las tríadas femenino/masculino/unión, Amitābha/Akṣobhya/Vairocana, etc., y así se asignan implícitamente a los grupos de agua, fuego y espacio, respectivamente.
El lenguaje y la vocalización adquirieron connotaciones místicas, como en la noción de que el Sánscrito fue considerado una «lengua sagrada», y que sus sonidos y caracteres —de consonantes y vocales a sílabas y palabras— poseían un trasfondo oculto y secreto. En las Upanishades se hallan especulaciones sobre la eficacia mística del lenguaje ritual y del habla, como con el sonido Om. El aspecto críptico de las adivinanzas védicas también fue mantenido profesionalmente por sacerdotes brahmánes como iniciados de rituales de secretos esotéricos. Se celebraban rituales públicos de adivinanzas o competencias de acertijos en sacrificios, y también eran populares en círculos privados.

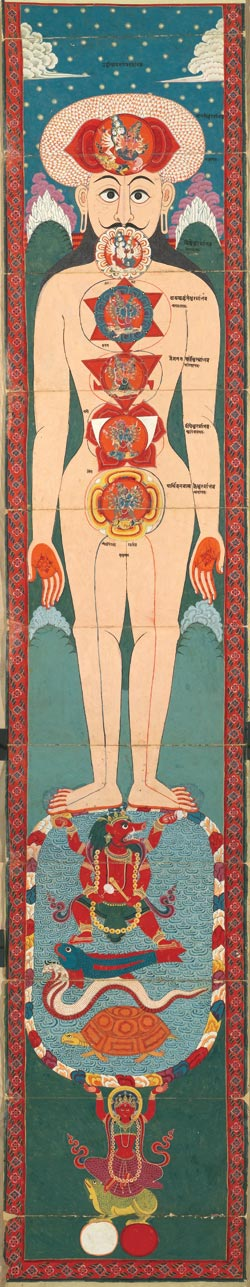
Chakras en el cuerpo sutil (Nepal, siglo XVII)

En varias sectas tántricas, el fenómeno de la producción de sonido por el cuerpo humano se considera correspondiente a dimensiones macrocosmológicas, como réplica de procesos de la Creación desde el Origen, definiendo en la teología hindú una metafísica de la Palabra y cosmogonías fónicas y fonéticas. El sonido se ve como sustancia divina, así como el sánscrito, lo que justifica técnicas meditativas de recitación de mantras en las que hay correspondencia con los significados simbólicos de cada letra, sílaba o palabra, y su canto sacrosanto en mantras. En el Śākta Tantra, la polaridad sexual de Brahman (masculino y femenino) participa de la evolución cósmica y la creación en analogía con la reproducción humana: el sonido cósmico, nāda-brahman, se considera la vibración primordial resultante del acto sexual de Shiva y Shakti, que se transmite a las vibraciones de la actividad humana y del habla y se concentra en el punto originario del sonido, nāda-bindu. Así, se asigna importancia a las instrucciones orales de un guru, como fórmulas de mantras y bījas, que son simbólicas. Se describe en los versos de apertura del Śāradā-tilaka Tantra (siglo XI):
De Shakti proviene el nāda, esto es, el sonido nasal representado por un semicírculo y aquí puesto aparentemente por sonido no manifestado. Del nāda surge el bindu, esto es, el punto que representa el anusvāra. Este bindu posee las cualidades de la más alta Śakti y está hecho de tres partes, a saber, bindu, nāda y bīja. De la división de este bindu superior se produce el sonido. El sonido así creado toma forma en letras y palabras. Las letras y palabras forman mantras; por lo tanto, los mantras encarnan, por así decir, el poder de Śakti, que es el poder de Parameśvara.
Según estos sistemas, la resonancia emitida en la pronunciación de las letras y sus combinaciones resuena con la creación del nāda-brahman en diversos efectos, como la unificación del practicante en retorno a Brahman. Los centros de energía del cuerpo (chakras) también se asocian como reservorios de letras y sílabas latentes (mātṛkās) según sus pétalos de loto, y las iniciaciones esotéricas llamadas dīkṣās remiten en gran medida a esta distribución de letras. Se concede importancia igualmente a la Palabra (Vāc) en doctrinas shaivas, como en la de Abhinavagupta (c. 950–1016), con parāvāc como la Palabra increada y primordial (en esencia, el nivel más alto de la realidad, correspondiente a la consciencia pura, pero abarcando todos los niveles de la palabra). Así, el tantrismo reconoce aplicaciones psicosomáticas y contemplativas más amplias en una ciencia de mantras (mantra-śāstra), conectando las vibraciones (spanda) de los sonidos con deidades, elementos físicos y conceptos abstractos.
Métodos meditativos de visualización de deidades fueron heredados también por el tantrismo. En el budismo, las instrucciones para visualizar preceden a las ramas esotéricas y no les son exclusivas, pues se hallan asimismo en el shaivismo.
Uno de los grupos tántricos más conocidos por sus prácticas escandalosas fueron los Kāpālikas, activos en la India medieval entre los siglos VII y VIII. Su nombre proviene de kapāla («calavera»), porque usaban un cráneo humano como cuenco de limosnas. Eran devotos de Shiva y reverenciaban la forma iracunda de este dios, Bhairava, al que imitaban en rituales transgresores —como untarse con cenizas de crematorios, prácticas orgiásticas, sacrificios humanos, consumo de carne y alcohol—. David Lorenzen considera, sin embargo, la escasez de fuentes primarias y cree que la información histórica sobre ellos puede ser ficción de otras tradiciones para desprestigiarlos. La única secta sobreviviente hoy derivada de los Kāpālikas es la de los Aghori, similares a sus predecesores y que suelen habitar en crematorios. Según Ronald L. Barrett, se inclinan tanto por la «vía de la izquierda» como por la «vía de la derecha», y su sādhanā mortuoria sirve para cortar apegos y aversiones, poniendo en primer plano la primordialidad en retorno de una visión no domesticada:
Los gurús y discípulos Aghor creen que su estado es primordial y universal. Creen que todos los seres humanos nacen Aghori. Hari Baba ha dicho en varias ocasiones que los bebés humanos en todas las sociedades no distinguen y que juegan en su suciedad tanto como con los juguetes a su alrededor. Los niños se vuelven progresivamente más discriminatorios a medida que crecen y aprenden los apegos y aversiones culturalmente específicos de sus padres. Los niños se vuelven cada vez más conscientes de su mortalidad a medida que se golpean la cabeza y caen al suelo. Llegan a temer su mortalidad y luego mitigan ese miedo encontrando formas de negarla por completo.
En Bengala, del siglo XVII al XIX, se desarrollaron grupos tántricos esotéricos con prácticas yóguicas —como los Kārthābajá y los Vaiṣṇava Sahajiyā— que involucraban rituales sexuales, aunque en cierto grado hubo expresiones exotéricas en movimientos devocionales. Como ejemplo, en versos del Amtarasāvalī (c. 1750) de los Vaiṣṇava Sahajiyā, se emplea una analogía adaptada: el «río» como «canal yóguico» por el que los fluidos sexuales y la consciencia del practicante deben viajar desde lo mundano para alcanzar un lugar celeste y beatífico llamado «La ciudad de la Luna Oculta» (guptacandrapur).
En el Imperio mogol del siglo XVII, el príncipe Dara Shikoh realizó la primera traducción de las Upanishad a otra lengua fuera del ámbito indio, en el libro Sirr-i-Akbar (c. 1657; «El Gran Secreto»), con su interpretación personal. Como en su otra obra comparativa sobre tradiciones hindúes, Majma-ul-Bahrain («El punto de encuentro de los dos océanos», c. 1655), Dara estuvo influido por la antigua historiografía islámica que consideraba que los indios poseían una religión politeísta de masas, mientras que un aspecto monoteísta estaba reservado a una élite. Además, conforme a una tendencia perennialista, rastreó una «verdad esotérica» monoteísta en la obra india y afirmó que el dios Brahman era el profeta Adán, quien habría realizado una revelación antes de Mahoma a la par de la doctrina del tawhid («Unidad») en el Corán. Identificó el corpus indio como el «libro oculto» (kitāb maknūn) y «madre del libro» (umm al-kitāb) mencionados en el Corán. Dara influyó en la recepción occidental a través de Abraham Hyacinthe Anquetil-Duperron, primer traductor europeo de las Upanishad, que también las consideró fuente de conocimiento oculto, creyendo en una «doctrina orientalis» según categorías de prisca theologia y esoterismo occidental.
Desde la década de 1880, académicos del sur de Asia —principalmente bengalíes— intervinieron en la revista The Theosophist a favor del tantra, comparándolo con doctrinas ocultistas europeas y, en una manifestación de su propia agencia, lo publicitaron con el término «ocultismo indio».

## Budismo

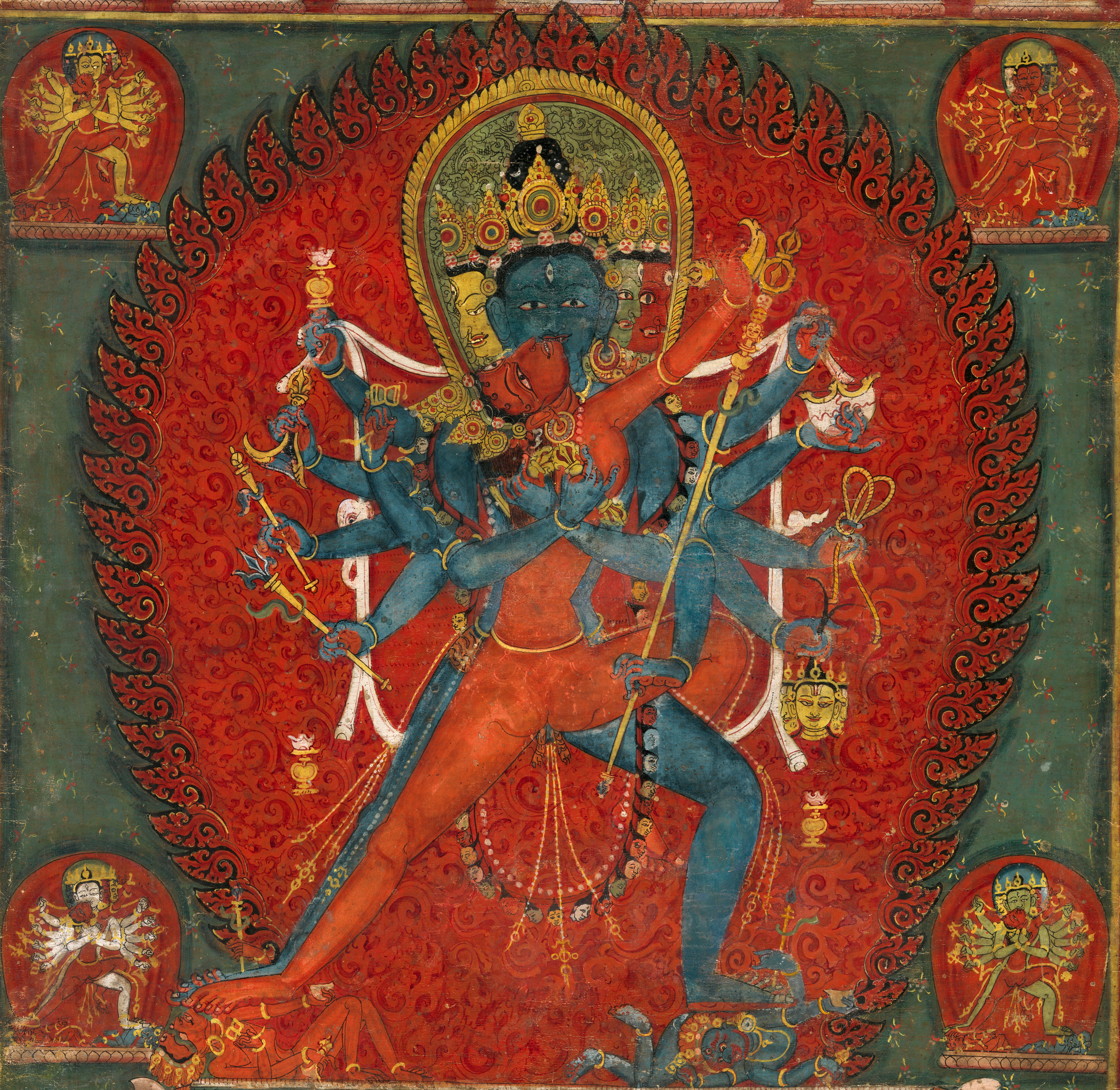
Cakrasaṃvara abrazando a su consorte Vajravārāhī (Yab-Yum). Nepal, siglo XVII

«Budismo esotérico» es una designación moderna, pero corresponde en parte al fenómeno de Asia oriental mediante los términos autóctonos mijiao (密教) y mimi (秘密), que pueden ser traducciones del término indio guhya («secreto»). La mera ecuación de estos términos, sin embargo, presenta problemas. En general, los términos «budismo tántrico», «budismo esotérico» y «Vajrayāna» —vajra significa «diamante» o «rayo», aludiendo al estado inmutable e indestructible del despertar— se usan indistintamente. En China, el Budismo esotérico chino se considera generalmente establecido y popularizado por Śubhakarasiṃha, Vajrabodhi y Amoghavajra durante la Dinastía Tang (618-907), si bien elementos de prácticas esotéricas budistas como el uso ritual de dhāraṇī ya estaban presentes en China desde el siglo V.
Según Ronald M. Davidson, los requisitos mínimos que definen el budismo esotérico son un ritual de entrada, un mandala, rituales homa, mudrās, mantras y la cláusula de secreto. Las escrituras más tempranas que describen actuaciones rituales como sacrificio de fuego (homa) y ofrendas al fuego sagrado (yajña) datan del siglo VI —como el Dhāraṇīsaṃgraha de Atigupta (Atikūṭa)—, que describe la disposición de figuras, consagración ritual, ofrendas homa, y condiciona el establecimiento del mandala dentro de un pabellón como secreto, prohibiendo a los discípulos hablar de ello a quien no hubiera recibido abhisheka; mientras que en el Amoghapāśahṛdaya el rito de abhisheka se presenta no como transmisión, sino como purificación para pacificar perturbaciones de un país. Colecciones rituales o de mantras se remontan a los siglos V y VII, mientras que colecciones de magia continúan hasta el presente. Este material temprano suele llamarse «proto-tántrico» en la literatura crítica. Algunos de estos compendia pueden haberse llamado alternativamente Vidyādhara-piṭaka («Cesto del hechicero») y sirvieron de inspiración para otras colecciones conservadas, afines también a la literatura de los Siddha.
Algunos señalan que enseñanzas budistas ocultas pueden remontarse al siglo III, según evidencias de sistemas tántricos como los «Tres Misterios» en el 密迹金剛力力士経 (Guhyakādhipatinirdeśa) y reportes de transmisión oral, que no dejaron evidencia material. No todas las corrientes académicas, sin embargo, consideran que el budismo esotérico caiga bajo la categoría de tantrismo, o que todo budismo esotérico sea tántrico. El Pratyutpanna Samādhi Sūtra (siglo I a. C.-II d. C.) puede considerarse proto-esotérico en su contenido y también precursor de la línea de la Tierra Pura. Aunque el tantra y el esoterismo de la Tierra Pura tenían metas diferentes —este último pretendía alcanzar Sukhāvatī y otras tierras budistas donde desarrollar técnicas esotéricas aún más sublimes—, ambos fueron desarrollos del Mahayana y no eran mutuamente excluyentes.
El Budismo esotérico del sur —también llamado «Theravada esotérico»— presenta transmisión esotérica y elementos meditativos similares a los del tantrismo, pero no estuvo influido por literatura tántrica ni sánscrita; parece haberse desarrollado independientemente y sus textos están en pali; a diferencia del Vajrayāna, hay ausencia de rituales sexuales en esta categoría de budismo esotérico.
Una de las características distintivas del budismo esotérico frente al hinduismo esotérico ocurre en la asignación simbólica de la polaridad masculino/femenino: en la práctica erotocéntrica budista, lo femenino se ve pasivamente como «sabiduría» (prajñā), mientras que lo masculino se considera en el rol dinámico de «método» (upāya); en el hinduismo esotérico ocurre a la inversa: lo femenino simboliza poder y actividad, y lo masculino sabiduría y pasividad.
Existe un conflicto entre escuelas no esotéricas y esotéricas del budismo respecto de las afirmaciones de que el Buda no habría ocultado nada y revelado todo, frente a otras que sostienen que reservó enseñanzas secretas. Por otra parte, en escrituras pre-Mahayana (o no mahayanas) se considera que el Buda no lo reveló todo al guardar silencio sobre preguntas sin respuesta, aunque pudieron conciliarlo con la afirmación de que tampoco las habían retenido. Hubo una transición en el grado de secreto y transparencia entre el budismo temprano y el tardío, enfatizándose al principio la transparencia de las enseñanzas del Buda en comparación con el secretismo védico de los brahmanes. Hay escrituras del Canon pali que niegan el secreto —como el Mahāparinibbāṇa Sutta (Dīghanikāya 16 II,100)— y también en el Mahayana, como el Mahāparinirvāṇamahāsūtra tatāgatagarbha:
¡Oh, Excelso! ¿Cómo es esto? ¿Hay secretos en lo enseñado por el Excelso? Por favor, no mantengas [enseñanzas] secretas en forma de «declaraciones intencionales» (ābhiprāyikaṃ vacanam: dgongs pa'i tshig = bsam pa can gyi tshig). ¡Oh, Excelso! ¿Cómo es esto? ¿Se asemejan las enseñanzas del Buda a una mujer ilusoria, una creación mágica, creada por el dispositivo (diagrama) mágico (yantra: 'khrul 'khor) de un ilusionista y mago?» [El Excelso] respondió: «No hay secretos en mis enseñanzas, y las enseñanzas del Buda, como una luna creciente en otoño, son inmaculadas, sin manchas, sin confusión, libres de secretos y grandes secretos, y transparentes (claras)».

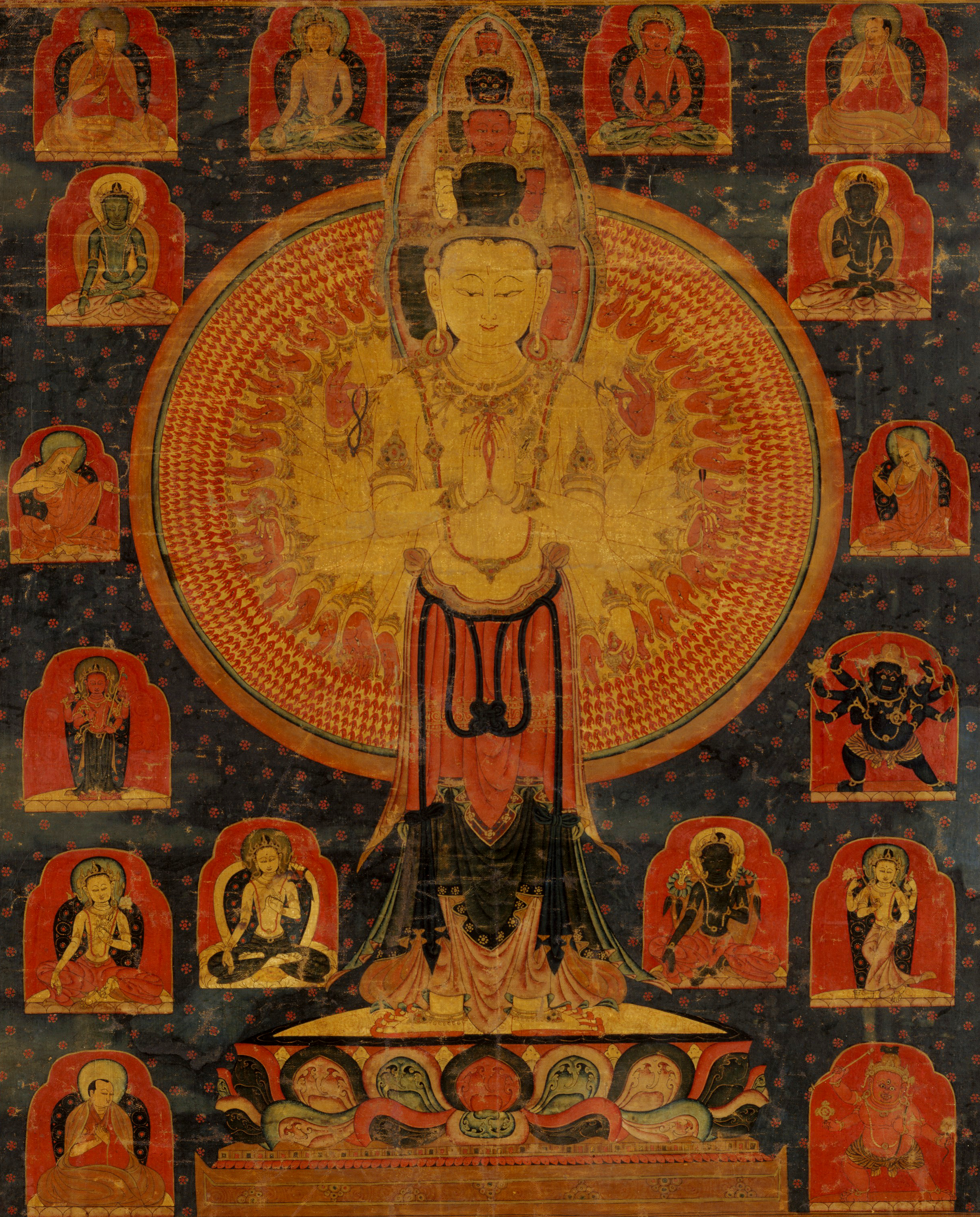
Avalokiteśvara de Mil Brazos, thangka tibetano (siglo XIV)

Otra dimensión del secreto es la del misterio epistémico, vista por el Mahayana, en que la cognición y la conceptualización ordinarias no tienen acceso a la realidad extraordinaria de los seres despiertos. Textos chinos de los siglos III y IV ya hicieron la distinción respecto de doctrinas anteriores del Hinayana, consideradas «exotéricas» y simples, mientras llamaban esotérico (mijiao) al Mahayana y lo defendían como superior y profundo. El Vajrayāna, por su parte, considera lo que llaman el «Vehículo Secreto» (en tibetano: gsang ba'i theg pa), término consolidado en textos atribuidos a Padmasambhava y otros del siglo XI, equivalente a la expresión sánscrita guhyayāna encontrada en los tantras. Mientras, atribuyen «exotérico» o «externo» (bāhya = phyi) a otros vehículos no mantricos.

Existe un grado de secreto entre los tantras, en clases y sistemas jerárquicos, y Taranatha (1575-1634) sugiere que los secretos existen porque son de mayor calidad, impenetrables o apenas accesibles cognitivamente, o raros. Hay escrituras del sistema yogatántrico que establecen un mandamiento de «no divulgación de secretos» de los preceptos mantricos, y la difusión de escrituras tántricas o traducciones inadecuadas estaba prohibida por decretos reales. Sobre esto, Rongzompa (siglo XI) ofrece una explicación:
[El tipo de secreto] que no es apto para ser conocido, compuesto como está de clases de conducta [mantrica] [profundamente] reales y sorprendentes, no es capaz ni adecuado para ser el ámbito de la gente [ordinaria] del mundo y de los [seguidores de] los vehículos inferiores, y por tanto debe mantenerse en secreto respecto de [ellos], y por ello [el vehículo que enseña tales doctrinas] se denomina el Vehículo Secreto (gsang ba'i theg pa). (...) En cuanto a no difundir enseñanzas secretas a [individuos] indignos, es tal como enseña lo siguiente: [Solo] si uno realiza actividades en beneficio de los seres sintientes, a través de los vehículos inferiores, hasta que surja en [ellos] una mente que conozca tal [visión del Vajrayana] que los seres sintientes serán domados y no arruinados. Así, [el Vajrayana] debe mantenerse extremadamente secreto y, por ello, se enseña como el Vehículo Secreto.

### Japón

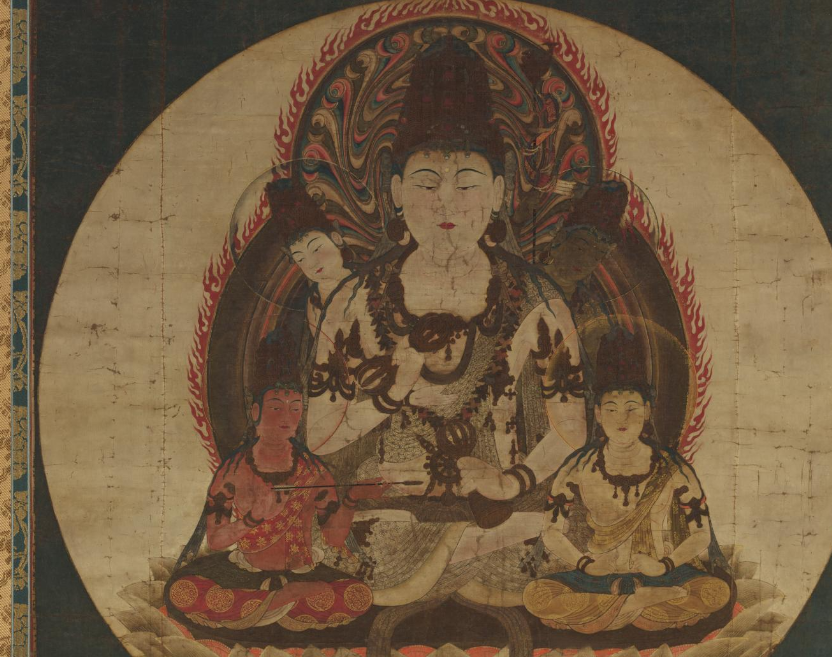
Los Cinco Secretos ("Gohimitsu Bosatsu", siglo XIII): uno de los mandalas más secretos que Kūkai puede haber traído también de China. Usado en rituales para convertir aspectos negativos en positivos. En el centro, Kongōsatta es la mente iluminada, y a su alrededor están los bodhisattvas que representan las cuatro ilusiones humanas, de la no dualidad.

El budismo esotérico japonés (Himitsu-bukkyō o Mikkyō) fue creado según las escuelas Tendai y Shingon. Para distinguir entre ellas, a Shingon se la llamaba «Esoterismo Oriental» (Tōmitsu), debido a la ubicación de uno de sus principales templos en Kyoto, mientras que a la práctica esotérica Tendai (Mikkyō) se la denominaba Taimitsu. A su vez, Taimitsu se subdividía en las líneas de Ennin y Enchin, mientras que Tōmitsu lo hacía en las líneas de Ono e Hirosawa. En el apogeo del tantrismo japonés (siglos XI a XIV), las dos tradiciones de Taimitsu competidoras de Ennin y Enchin se conocían como Sanmon (Rama de la Montaña) y Jimon (Rama del Templo), con un conjunto distinto de rituales.
Algunos estudiosos de la historia del budismo japonés también han distinguido un «esoterismo puro» (junmitsu) del periodo Heian, formado por las tradiciones Tendai y Shingon transmitidas desde China y cuyas prácticas enfatizaban la transformación del practicante en un ser iluminado, en contraste con un «esoterismo mixto» (zōmitsu) del periodo Nara, más dedicado a recitaciones rituales de daranis y rara vez a mudras y visualizaciones, así como más orientado a la curación y a atraer poderes sobrenaturales que a la iluminación. Sin embargo, este paradigma es cuestionado, ya que este par fue concebido solo a mediados del periodo Tokugawa, y el uso de doxografías y taxonomías como estas puede ser anacrónico.
Tradicionalmente, los historiadores han considerado la rama Tōmitsu como la «ortodoxa» del tantrismo japonés, debido a la relevancia de Kūkai, pero la tradición Taimitsu también desarrolló algunas aportaciones al tantrismo de Asia Oriental, como su estudio escolástico del concepto de «esotérico» y su reformulación, buscando categorizar las enseñanzas esotéricas (emmitsu itchi) en una taxonomía. Además, lograron la creación de una tercera categoría hermenéutica entre las Mandalas del Útero y del Diamante: la Mandala del Loto, que abarcaba las dos anteriores y era emblemática de la no dualidad y la superación de lo esotérico y lo exotérico. Había diferentes niveles de significado en las clasificaciones escolásticas de los clérigos, en las que muchas de las enseñanzas esotéricas usaban enseñanzas no esotéricas de las tradiciones mahayana, y lo esotérico y lo exotérico tenían algún grado de identificación.
Así, según Lucia Dolce, no es posible una simple dicotomía entre lo esotérico y lo secreto que no es esotérico, y Taimitsu probablemente intentó construir un sistema alternativo de Mikkyō, basado en el ideal de la unidad de lo esotérico y lo exotérico. Hubo un proceso de esoterización en el Japón medieval, con constantes alternancias entre lo esotérico y lo exotérico en los programas rituales. Como se afirma en el Keiran Shūyōshū (siglo XIV), el significado secreto de lo esotérico se encuentra en múltiples combinaciones de elementos esotéricos y no esotéricos, y lo exotérico y lo esotérico son lo mismo (kenmitsu funi). En la exégesis de las liturgias esotéricas del Sutra del Loto, el enciclopedista las presenta como el «secreto dentro del sistema exotérico-esotérico» (kenmitsu chū himitsu).
En Japón, Ennin fue el primero en proponer la idea de una doctrina por encima de las convenciones de distinguir esotérico de exotérico, llamada la «gran enseñanza perfecta» (ichidai engyō). Otro gran sistematizador del esoterismo además de Kūkai, el monje Godai'in Annen, formalizó el esoterismo Tendai y consideró que lo esotérico abarca toda la realidad, todos los lugares y todos los tiempos, ya que consideraba que todos los Budas del mundo y sus enseñanzas caen bajo la categoría de «budismo esotérico» (a diferencia de lo que afirmaban sus predecesores). Dohan (siglos XII-XIII) analizó la diversidad de enfoques del budismo de la Tierra Pura esotérico de su tiempo.

## Taoísmo
Taoism tiene una rica historia de desarrollo continuo de prácticas esotéricas a lo largo de los siglos, junto con la integración de diversas técnicas de otras tradiciones, como la comunicación con espíritus, la meditación, movimientos corporales, medicina y «alquimia interna». Existen miles de textos taoístas de carácter esotérico, como en la compilación del Daozang (ca. 400) o en la colección canónica de textos sagrados de 1444. Su asociación con el esoterismo fue popularizada en Occidente durante el siglo XX.
Gran parte de la religión taoísta se derivó de cosmologías chinas nativas y de sistemas mánticos, principalmente durante la dinastía Han (206 a. C.-220), en esquemas correlativos de Yin y Yang y las «Cinco Fases» (Wuxing) del mundo natural, en la relación macrocosmos-microcosmos del Cielo (Tian), la Tierra y la Humanidad; pero también con predicción augural presente desde la dinastía Shang (como el I Ching). Durante mucho tiempo estas prácticas se transmitieron en grupos privados y se consideraron revelaciones, y los textos mánticos de esta época pueden considerarse precursores de las teseras o talismanes (fu) taoístas. Pueden identificarse varios dispositivos de esoterización, como presentar en el texto nomenclaturas como fang (方, «recetas» o «métodos»), mi (密, «secreto») o jin (禁, «prohibido»).
También circularon manuscritos chinos de conocimiento oculto —que ya constituían desde los siglos III y IV a. C. un campo de conocimiento aparte y popularizaron una «cultura del secreto» en la que, aunque los textos ocasionalmente prescribían una convención de secreto, no necesariamente se cumplía; afirmar que era secreto promovía la valorización del conocimiento y del manuscrito—. Esta cultura se difundió ampliamente más allá de los especialistas religiosos. Un ejemplo popular eran los «libros de los días», con contenido hemerológico para indicar qué días eran favorables y desfavorables; la hemerología fue parte constitutiva de varios tipos de literatura técnica oculta, como entre algunos manuscritos de Mawangdui.

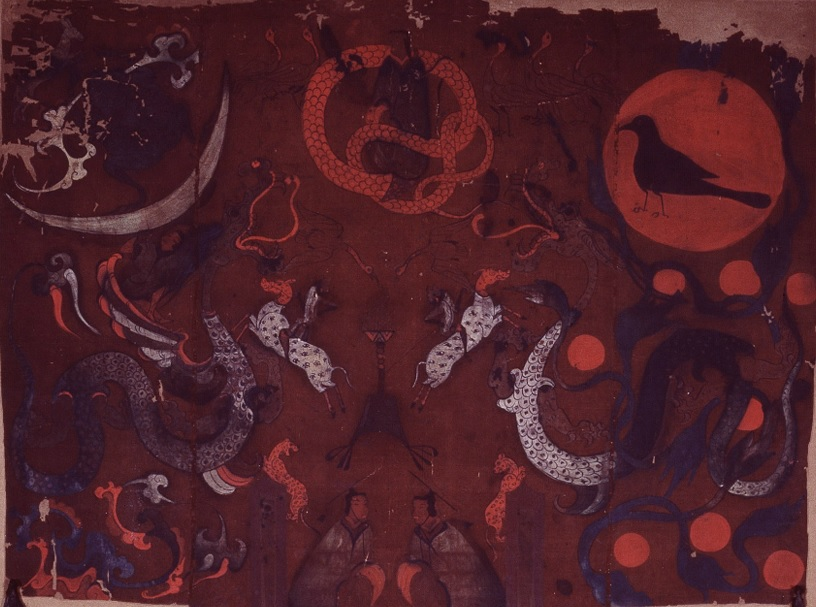
Sección del estandarte funerario de la marquesa de Dai en su tumba en Mawangdui (163 a. C.). Representa la ascensión al Cielo; la tela puede haber servido para algún propósito ritual para la otra vida y la inmortalidad.

Además del sistema oficial de los Cinco Clásicos, también existía la transmisión privada no oficial de otros textos en esta época, como los de trascendencia espiritual, alquimia, observación de estrellas, inmortalidad y el Tao. Muchos expertos en estas técnicas y en el Tao fueron patrocinados por la realeza y eran llamados «maestros de recetas» o «magos», «maestros de técnica» o «maestros del Tao (fangshi).» Estaban estrechamente asociados a prácticas mánticas y, a comienzos del siglo II a. C., floreció la tradición Huang-Lao, que asociaba a Laozi con el conocimiento cosmológico y la adivinación en torno al Emperador Amarillo. A diferencia de los métodos confucianos, transmitidos públicamente por el Estado, estos métodos taoístas se enseñaban de manera secreta y a veces se asociaban con la contienda política. A menudo los fangshi difundían contrapartes esotéricas de los textos clásicos, que se llamaban colectivamente «apócrifos» (chenwei), con mensajes proféticos accesibles solo a los iniciados.
La transmisión escritural taoísta, en parte derivada de los fangshi, fue más elaborada que sus contrapartes seculares anteriores, y una de las primeras descripciones de una concesión de textos mágicos aparece en las obras de Ge Hong, quien recibió obras alquímicas esotéricas de su maestro alrededor del año 300.
Sus rituales de ordenación también eran altamente formalizados y esotéricos. No existía una única investidura al sacerdocio taoísta, pues había más de un cuerpo de escrituras. Al final del período de las Dinastías del Norte y del Sur, siete órdenes clericales se basaban en siete cánones, producidos entre los años 150 y 500. Estas órdenes no competían entre sí y cada una podía otorgar nuevos títulos a los ordenados en rituales de investidura, que iban de 3 a 9 días. El primer esfuerzo por definir una jerarquía eclesiástica y canónica se encontró en las escrituras de la escuela Lingbao (ca. año 400).
El Canon de Shangqing («Canon Superior de la Pureza de la Gran Caverna») está documentado como una de las revelaciones taoístas que parecen haber sido producto del éxtasis: entre 364 y 370, se dice que un grupo de Perfectos descendió para transmitir escrituras e instrucciones a Yang Xi en visiones nocturnas. Él y sus asociados las transcribieron, y sus registros fueron transmitidos a un pequeño número de herederos, hasta que fueron compilados en una edición crítica, el Zhengao, alrededor del año 500. A comienzos del período Tang, fue aceptado como el rango supremo en el clero, considerado un cuerpo superior a los otros y de mayor prestigio. Debido a ello, se formó una orden para perpetuar este canon, y fue objeto de transmisión esotérica a una élite, que era iniciada en sus misterios con el fin de alcanzar la perfección espiritual individual.
Las mujeres en el taoísmo recibieron gran importancia por parte de la escuela Shangqing; tuvieron un papel como maestras divinas, reveladoras de secretos y otorgantes de enseñanzas esotéricas del Tao, lo cual se continuó activamente hasta la dinastía Tang. En contraste con la escuela del Camino de los Maestros Celestiales (Tianshi), la Shangqing consideraba los rituales de relaciones sexuales de menor importancia, al considerar que «mezclar el qi» y armonizar físicamente el Yin y el Mahayana no conducía a la vida eterna. Así, veía a las mujeres no tanto como consortes o parejas sexuales. Durante el periodo imperial tardío (hasta la dinastía Ming), se las asoció con conexiones sobrenaturales, poderes curativos y técnicas chamánicas, y surgieron poderosas fundadoras y sacerdotisas. El cuerpo femenino también se consideró esencial para los procesos de transformación espiritual en doctrinas posteriores de alquimia interna.
El canon Lingbao se consideraba el segundo en importancia en la clasificación. Se lo veía como sagrado porque supuestamente se formó espontáneamente a partir de fuerzas primordiales del universo y fue revelado por una deidad muy elevada. Un ejemplo registrado de iniciación en este canon fue el de las dos princesas hijas del emperador Ruizong de Tang en 711. Se describen procedimientos guiados por un preceptor, que realiza transmisiones en varias etapas, entre las cuales se encuentra la entrega de talismanes, la realización de cantos esotéricos y la lectura en voz alta de escrituras secretas, algunas de ellas sobre interpretaciones esotéricas del Tao Te Ching. Las liturgias implicaban una división del espacio en las cuatro direcciones cardinales; un centro; y una dirección hacia los Perfectos, que estaban asociados con energías, estaciones, objetos, colores, puertas, posturas y coreografías. El oficiante también invocaba a espíritus, inmortales y a los Perfeccionados para participar en la ceremonia.
En el periodo Tang (618-907), las prácticas y prescripciones médicas taoístas fueron bien recibidas incluso en Japón, a través de sutras budistas, así como métodos de adivinación, como el culto astral. Desde la dinastía Tang y especialmente desde el periodo Song, se desarrolló una nueva rama de doctrinas y prácticas esotéricas llamada Neidan («alquimia interna»), cuya característica principal era la meditación interna expresada en lenguaje alquímico, además del simbolismo del I Ching. Empleaban una síntesis de varias tradiciones, además de la antigua cosmología correlativa y términos de la tradición de la alquimia externa (Waidan), pero consideraban los arreglos de estos emblemas cósmicos como «imágenes» (xiang) que mediaban la realidad absoluta hacia lo mundano. El estado primordial al que la alquimia interna intenta regresar, la No Existencia o Yang Puro, puede representarse por el «Elíxir de Oro».
Existen diagramas medievales llamados «mapas de la forma verdadera» (zhengxin tu, 真形圖) que se transmitían en privado y se usaban en rituales. Contenían emblemas aniconistas mezclados con texto, considerados la manifestación esotérica de las escrituras sagradas o del qi cósmico mismo condensado en el momento de la creación del mundo y que reflejaban escrituras celestiales. Así, se consideraban las escrituras sagradas más elevadas. Se suponía que sus imágenes evocaban en el practicante experiencias imaginativas sobre interrelaciones entre el cuerpo, el cosmos o elementos geográficos, y se creía que contemplarlas podía conducir a la inmortalidad y a la verdad inherente del Dao informe. La «forma verdadera» también podría haber sido una respuesta a doctrinas budistas medievales en competencia.
Tras la revuelta de An Lushan, hubo más apertura religiosa, pero al mismo tiempo practicantes no afiliados del taoísmo, apoyados por señores de la guerra locales, decidieron remodelar los sistemas taoístas. Surgió una proliferación de escuelas de taoísmo, con nuevos ritos, dioses e iniciaciones en nuevas tradiciones jerárquicas y revelatorias. Algunos comenzaron a cuestionar los cánones ortodoxos en la dinastía Tang. Esto se intensificó más tarde en el periodo Song. Hubo innovaciones como la de Du Guangting (850-933), quien estableció un modelo para los rituales a los muertos (zhai) y fue flexible con los cultos a dioses locales, tratando de contrarrestar las amenazas del budismo esotérico y de las religiones populares al taoísmo. Mientras tanto, otros sacerdotes taoístas conservadores intentaron volver a las antiguas prácticas de los ritos clásicos. Du informa del surgimiento de ritos que se consolidarían más tarde, como un culto a Xu Xun (292-374), llamado «Claridad Pura» o «Camino de la Lealtad y la Filialidad» (Jingming zhongxiao dao), y ritos terapéuticos de la familia Zhang de los Maestros Celestiales.

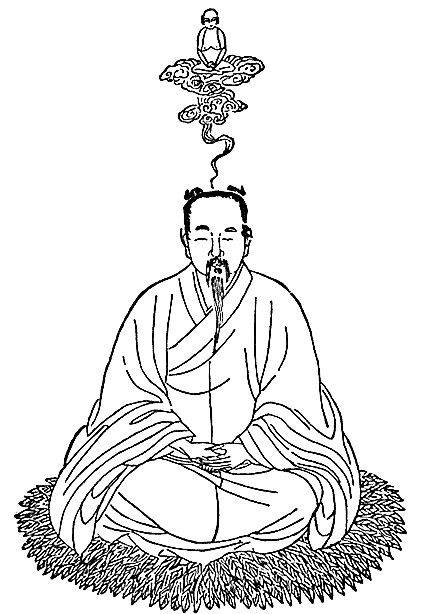
Ilustración del texto alquímico The Secret of the Golden Flower, publicado en el siglo XVII. Fue obtenido mediante la práctica de «escritura espiritista» en 1688 y 1692 por miembros de la comunidad taoísta Jingming dao (escuela de la «Claridad Pura»), quienes afirmaban haberlo recibido del espíritu Xu Xun a través de intermediarios como Lü Dongbin, entre otros. Este texto se difundió en Occidente con la traducción de Richard Wilhelm en 1920, con comentario de Carl Jung.

También hay informes de la época de ritos extracanonicos de exorcismo, invocación de almas y «Ritos del Trueno» realizados por magos populares fuera de las tradiciones establecidas. Hubo una gran afluencia del budismo tántrico, con taoístas que incorporaron mudras, mandalas y meditación interna para la acumulación de mérito y la eficacia ritual. En las dos últimas décadas de la dinastía Song del Norte, hubo Maestros Celestiales que elaboraron esquemas complicados para articular los poderes del trueno, y los Ritos del Trueno también se difundieron a la dinastía Song del Sur, junto con prácticas de las escuelas del Elíxir de Oro, el Empíreo Divino y el Corazón del Cielo. El Emperador y el Estado seguirían patrocinando a los taoístas que buscaban protección espiritual.
Durante la dinastía Song del Sur, también se consideró que los dioses locales estaban bajo el control del Tao en las escrituras transmitidas en rituales de «escritura espiritista», por ejemplo, siguiendo el antiguo culto de Xu Xun: su espíritu fue evocado en 1129 por el líder de culto He Zhengong, y en 1131 supuestamente recibió ritos secretos del patriarca espiritual. El culto de Xu Xun tuvo un resurgimiento más tarde, en el siglo XIII. Otra deidad taoizada fue Wen-ch'ang, Dios de la Literatura en los rituales, y sus supuestas revelaciones en escritura espiritista indicaban múltiples reencarnaciones de él y la inestabilidad de la dinastía Song. Los cultos y prácticas taoístas como la rectificación de la mente siguieron siendo patrocinados en las dinastías Yuan y Ming, con apoyo del Estado.
Durante el periodo Qing, la práctica llamada «escritura espiritista» (fuji) estuvo muy extendida entre los laicos. Era una técnica oracular para canalizar la comunicación entre el reino de las deidades, y los devotos que la usaban no eran particularmente taoístas, pero aun así ejerció influencia en esta religión y también cambió con su desarrollo. La práctica se generalizó en el siglo XI, tanto entre altos funcionarios y eruditos como entre laicos. Se encuentran escrituras supuestamente «escritas por espíritus» en el Daozang de la dinastía Ming. A principios del siglo XVII, los altares de escritura espiritista (también llamados «salas del fénix») se multiplicaron en entornos domésticos privados, por pequeños grupos encabezados por literati, dedicados al culto del inmortal Lü Dongbin. Estos grupos no fueron fundados por monjes y supusieron un cambio de una religión institucionalizada a una religiosidad personal y local. Había una red de laicos en varias regiones que mantenían tal culto de escritura espiritista y recibían continuamente supuestos textos espirituales sobre autoperfeccionamiento y refinamiento de alquimia interna. Pan Yi'an (彭伊安), un receptor del siglo XVII del texto que en Occidente llegó a traducirse como El Secreto de la Flor de Oro, describe su proceso de composición inicial de la primera parte:
Por lo que recuerdo, fue en el año Wu Shen [1668] cuando nuestro santo patriarca Chunyang [es decir, Lü] comenzó a transmitir las «Instrucciones». Nadie aparte de estos siete recibió esta transmisión. La enseñanza más profunda se [expresaba en] no más de una o dos palabras. No podía ponerse en palabras y letras. Entonces los siete interrogaron al Patriarca en detalle. Dado que nuestro santo Patriarca no escatimó misericordia al aclarar, [sus enseñanzas] se compilaron durante días y meses. Finalmente, compusieron un volumen.
La práctica se hizo popular en varios sincretismos y nuevos grupos sectarios en el siglo XIX. Con el establecimiento de la República Popular China en 1949, estas comunidades fueron consideradas «sociedades secretas reaccionarias», y fue abolida en gran medida.
Los métodos taoístas fueron influyentes en la cultura del esoterismo en Japón, siendo adaptados por adivinos Yin-Yang y monjes budistas esotéricos. También se utilizaron talismanes y magia en el Shinto y el Shugendō. El culto astral de estilo taoísta también se puso de moda allí desde el siglo VII en adelante, cuando los emperadores fueron asociados con constelaciones. Hubo una difusión de connotaciones prácticas de inmortalidad y libros sobre técnicas de longevidad. A través de las doctrinas budistas esotéricas Tendai y Shingon, prácticas y objetos chinos como talismanes y magia, rituales para la protección de residencias y otras creencias de inspiración taoísta fueron traídos. En el periodo Heian, se importó el sistema administrativo chino, incluyendo la creación de una Oficina especial de Yin y Yang (Inyôryô), que utilizaba la cosmología y la astrología Yin-Yang por parte de funcionarios, para adivinar la fortuna. Estos métodos de adivinación se extendieron a la aristocracia en el siglo X, para fortunas personales y hechizos de protección contra la mala suerte y los peligros, dando lugar a la práctica llamada inyôdô.

## Confucianismo

Confucio identificando un auspicioso qilin durante una cacería con el rey de Lu

Desde los siglos IV a III a. C., surgieron linajes de maestro-discípulo que interpretaban textos confucianos como los Anales de Primavera y Otoño más allá del contenido de crónica histórica, incluyendo significados ampliados que constituirían ramas de «clasicismo esotérico». Para el siglo II a. C., había escuelas interpretativas que se consolidaron por una tradición principalmente oral, como la Escuela Gongyang que afirmaba poseer el conocimiento secreto directo transmitido por Confucio a Zixia, que terminó llegando al fundador Gongyang Gao. Los intérpretes de Gongyang consideraban que Confucio se vio impulsado a disfrazar su mensaje en «lenguaje esotérico que encarna principios últimos» («dichos esotéricos y grandes dogmas», weiyan dayi) por razones de una realeza no realizada en su vida o por una falta de poder o eficacia para establecer el Camino desde su cargo estatal. El Gongyang Zhuan («Comentario de Gongyang») es su explicación más antigua que se conserva, habiéndose transmitido originalmente de forma oral durante unos tres siglos antes de la dinastía Han hasta que se consolidó por escrito en el siglo II a. C. En él, frase por frase y palabra por palabra, el comentario descifra pistas lingüísticas de los dichos de Confucio. Así, la Escuela Gongyang se estableció como la fuente del método de lectura más fuertemente esotérico y escatológico de los Anales.
Durante la dinastía Han, el confucianismo se consolidó como la religión principal, pero con varias corrientes. Dong Zhongshu (195-105 a. C.), un intelectual dominante durante el reinado de Wu de Han, modeló el confucianismo Han siguiendo las interpretaciones de Gongyang, promoviendo una sistematización e influyendo en la producción de su canon. Se basó en conceptos de cosmología Yin-Yang, preordenaciones e interpretaciones de auspicios que determinaban los cambios históricos y destinos de las dinastías. Esta corriente se estableció como ortodoxia estatal, especialmente tras un canon de Wu y el uso profético que hizo Wang Mang. En 136 a. C., el emperador Wu decretó «la abolición de las Cien Escuelas del Pensamiento y la supremacía exclusiva del confucianismo». En los siglos II-I a. C. aparecieron las escrituras C'henwei (讖緯): se afirmaba que los wei complementaban los clásicos y contenían su significado esotérico, mientras que los Chen eran oráculos y predicciones derivadas de interpretaciones esotéricas. Tenían uso político para pronosticar el ascenso y caída de dinastías y fueron empleadas por las clases gobernantes. Sin embargo, los fracasos del reinado del emperador Wang Mang llevaron al descrédito de Gongyang y de los Chenwei. Los eruditos confucianos sustituyeron la forma entonces dominante de confucianismo por otra que llegó a conocerse como la «Escuela del Texto Antiguo», que era escéptica del carácter sobrenatural de la escuela anterior. A finales del periodo Han (siglo III), se produjo la eliminación de los aspectos esotéricos del confucianismo. Los Chenwei dejaron de ser interpretaciones autorizadas de significados ocultos de los clásicos y fueron prohibidos en 282 por Wu de Jin. En 485, Xiaowen ordenó la quema de los libros Chen. Hubo otras proscripciones a lo largo de los siglos en dinastías posteriores.
La característica de este primer confucianismo Han, que se volvió heterodoxo, fue lo esotérico combinado con un carácter político, como un mesianismo confuciano utópico: la idea de una Edad de Oro que sería realizada por un emperador sabio que establezca el orden cósmico mediante la autocultivación de principios celestiales. Confucio también fue deificado como un profeta omnisciente que sabía lo que estaba por suceder, y los emperadores explotaron las supersticiones y sus supuestas profecías para sus propios intereses. En algunos textos apócrifos, aparecía como una figura gigante con nueve cabezas. Un ejemplo es el pasaje de su biografía en el que el qilin es capturado en una cacería: en el apócrifo Han Una carta confuciana que explica los secretos de los Anales, esta criatura sirve como anuncio de cambios políticos y de la continuación de la enseñanza secreta confuciana incluso después de la muerte de Confucio.
Después de que Lin fue capturado, del cielo llovió la sangre que se transformó en escritura en la puerta principal de la capital de Lu, y que decía: “Preparen las leyes rápidamente, pues morirá el sabio Confucio; Zhou será destruida; aparecerá un cometa desde el este. Surgirá el gobierno Qin y de repente destruirá las artes literarias. Pero aunque los registros escritos se dispersarán entonces, las enseñanzas de Confucio no se interrumpirán.
A finales del siglo XVIII, resurgieron interpretaciones esotéricas como la «Escuela de Texto Nuevo». De naturaleza filológica, buscaron rescatar los textos clásicos que ya no eran ortodoxos tras Wang Mang. Fue iniciada por Zhuang Cunyu (1719-1788), un erudito clasicista que, en su investigación, redescubrió la tradición exegética Han de los Gongyang, ignorada por los filólogos de su tiempo. Sus obras permanecieron en la oscuridad hasta que fueron reconocidas por Liu Fenglu (1776-1829), Song Xiangfeng (1776-1860), Gong Zizhen (1792-1841) y Wei Yuan (1794-1857). Estas tendencias interpretativas condujeron a un uso práctico en el reformismo político, culminando en Kang Youwei (1858-1927), quien hizo de ello una interpretación radical y denunció la bancarrota del gobierno de la dinastía Qing. A partir de los escritos de Gongyang, que consideraba las verdaderas enseñanzas de Confucio, aplicó la noción de que la humanidad se movía en una dirección lineal hacia una progresión de Tres Eras: desde la Era del Caos hasta la Era de la Igualdad Ascendente, y luego la Era final de la Gran Unidad.

## Esoterismo islámico
Liana Saif cuestiona la delimitación de «Este» y «Oeste» en materia de esoterismo por generar ambigüedades, especialmente en lo que respecta a las naciones islámicas, que se consideraban a sí mismas «Occidente» en los siglos VIII y IX, en relación con el Este de India y China, aunque los europeos las consideraban orientales. A su vez, hubo un cruce cultural procedente del budismo, el hinduismo y el zoroastrismo («oriental» por parte de los musulmanes) que influyó en las prácticas religiosas y esotéricas islámicas. Además, las culturas islámicas de Al-Andalus eran llamadas «el Occidente» (Maghreb), mientras que las culturas desde el Levante hasta Persia se consideraban «el Oriente» (Mashriq).
El islam esotérico se desarrolló junto con la filosofía occidental, así como con prácticas árabes nativas. Hubo una fecundación cruzada de nociones de «esoterismo», con los términos árabes batin y al-ghaib en el islam refiriéndose a enseñanzas veladas o secretas. Según Mark Sedgwick, al-ghaib es el único de los dos términos que aparece en el Corán, refiriéndose a «significados e ideas» o conceptos discursivos, en contraste con batin, que se refiere a «realidades» u objetos de contenido. Sin embargo, el neoplatonismo fue en gran medida responsable de desarrollar este concepto de ideas esotéricas: «La filosofía antigua, y especialmente el neoplatonismo, también fue importante para desarrollar un gran cuerpo histórico del discurso islámico batin incluyendo al-ghaib que puede, sobre esta base, llamarse ‘esoterismo islámico’». A su vez, esta rama de estudio islámico se transmitió al mundo latino en los siglos XII y XIII, y también más tarde en el siglo XIX. No obstante, Helmut Zander no está de acuerdo en que sea posible referirse ya sea al neoplatonismo o al batin con la categoría occidental actual de «esoterismo», y sugiere que la dimensión de lo «secreto» es una posibilidad, pero no necesariamente presente en esos otros sistemas que pueden llamarse esoterismos.
Debido al orientalismo, el concepto de "l'ésoterisme islamique" («esoterismo islámico») fue acuñado dentro de la escuela tradicionalista, con un enfoque perennalista, reduciendo el islam esotérico casi exclusivamente al sufismo. Esta visión fue enormemente influyente en los estudios académicos de Henry Corbin. Debido a ello, filosofías islámicas como las de Avicena y Suhrawardi fueron incorporadas dentro del «esoterismo occidental» y analizadas según estas categorías limitantes.

## Recepción temprana en Occidente
La fuente occidental más temprana en distinguir entre doctrinas budistas exotéricas y esotéricas fue el Sumario de los errores (1556), producido por jesuitas en Japón. A partir de un malentendido de las divisiones de las escuelas budistas y de conceptos del budismo zen, la obra afirmaba que el clero budista japonés predicaba una doctrina «falsa» a la población laica (sobre el castigo en el Infierno y la recompensa en la Tierra Pura), pero que los sacerdotes no creían en ello, informando que «el núcleo interno de su ley» declaraba que «no hay alma ni vida en el más allá, y que todo termina con esta vida». También afirmaba que la vida de Buda había pasado por etapas, y que en una fase materialista habría escrito 9 libros, en una fase exotérica 4 libros, y finalmente, en la fase esotérica produjo un único libro, en el que consideraba las enseñanzas previas como meramente convenientes. Esta descripción contribuyó a la difusión en Europa de la «doctrina interna» del budismo y posteriormente influyó en la perspectiva occidental sobre la filosofía y la religión de Oriente en los siglos XVI y XVII.
Melchior Nunes Barreto estaba convencido de que esta dicotomía de una doctrina verdadera oculta y una falsa externa impregnaba incluso el vocabulario japonés, por el cual las palabras podían admitir tanto un sentido abierto y público como un sentido esotérico reservado a los iniciados; se dio cuenta de que la ignorancia por parte de los misioneros del sentido oculto conducía a errores. En un Catecismo de 1586, el sacerdote Valignano dio otra descripción de la «doctrina interna» del budismo, considerando crucial su distinción de la «doctrina externa», aludiendo a tradiciones cúlticas a deidades, como oraciones y ceremonias, y creencias del Cielo y el Infierno. En contraste, la «doctrina interna» afirmaba un único principio eterno pero no inteligente, ajeno al mundo y, sin embargo, idéntico a todo y a las mentes de los hombres, al cual sería posible unirse en esta vida mediante la meditación. Tales descripciones fueron consideradas principios de la «filosofía oriental» por intérpretes europeos.
João Rodrigues, en las primeras décadas del siglo XVII, describió las doctrinas chinas del confucianismo, el taoísmo y el budismo desde estas perspectivas y consideró que las «doctrinas externas» habrían sido concebidas por literati y sabios «para el pueblo y adaptadas a sus necesidades (...) para la administración política y el bienestar pacífico del pueblo», en contraposición a lo que llamó doctrinas especulativas:
Las tres sectas de los chinos siguen enteramente esta manera de filosofar. Tienen dos tipos de doctrina. La que consideran verdadera es secreta, y solo los letrados la entienden y la enseñan empleando símbolos. La otra, vulgar... es considerada por los literati como falsa en el sentido ordinario. La usan tanto para el culto divino como para el civil y fabuloso, y así conducen al pueblo al bien y lo apartan del mal.
El otro método es especulativo y trata filosóficamente sobre qué es Dios, cómo se hizo este mundo y todo lo demás relacionado con ello. Toda esta doctrina está oculta en varios símbolos muy oscuros que solo unas pocas personas entienden y profesan ser el mayor secreto.

Hasta que entré en China, nuestros Padres de China prácticamente no sabían nada sobre esta [distinción entre enseñanzas externas e internas] ni sobre la doctrina [interna] especulativa. Solo conocían la doctrina [externa] civil y popular porque no había nadie que la explicara y la esclareciera.
Niccolò Longobardo siguió la descripción de Rodrigues de que una filosofía original atea rastreada hasta Zaratustra subyacería a las filosofías griegas y orientales en su conjunto y, en una obra de alrededor de 1624, consideró los textos crípticos en Oriente como síntoma del «nacimiento en todas las naciones de dos tipos de ciencias, una verdadera y secreta, y la otra falsa y pública».
En general, fue con el surgimiento de los estudios orientalistas académicos en los siglos XVII y XVIII cuando hubo una gran sedimentación de la categoría de esoterismo de manera comparativa en relación con textos y prácticas persas, árabes, indias y chinas. Abraham Rogerius escribió una obra influyente en 1651 en la que se refería al «paganismo oculto» entre los indios. Johann Jakob Brucker haría referencia a la «doctrina esotérica de Buda o Foë». Este discurso sobre la presencia de esoterismo en Oriente se había vuelto entonces corriente, presente en varias obras y autores, como Johann Friedrich Cotta, Michael Hißmann, Friedrich Schlegel, la Encyclopédie (1756) y otros.
Leibniz defendió el concepto de Agostino Steuco de «filosofía perenne», según el cual habría una fuente universal presente en todas las tradiciones religiosas, y se interesó por los sistemas chinos en su correspondencia con el jesuita Joachim Bouvet, quien fue enviado en la primera misión francesa a China. Bouvet, en sus cartas, también consideró la religión china desde una perspectiva esotérica occidental como si fuera una «prisca theologia» y un «hermetismo», con la creencia de que los chinos poseerían una sabiduría eterna de la Creación previa al Diluvio. En 1700, describió el I Ching como conteniendo: «muchos restos preciosos de los escombros de la filosofía más antigua y excelente enseñada por los primeros Patriarcas del mundo a sus descendientes, desde entonces corrompida y casi enteramente oscurecida por el curso del tiempo». John Toland en 1720 afirmaría lo que hoy se llama «distinción esotérica» como fenómeno universal, presente no solo en Occidente sino también en varios pueblos orientales.
Emanuel Swedenborg se refiere a una «Iglesia Antigua» originada en enseñanzas perdidas sobre las «correspondencias puras», cuyo lenguaje refleja, según su sistema, realidades espirituales ocultas. Señala que el remanente de esta «Iglesia Antigua» estaría en China, o entre los «Tártaros» en la «Gran Tartaria». Esto, además de vagas referencias a chinos e indios en posturas yóguicas, suscitó conjeturas de teósofos de finales del siglo XIX, así como de eruditos de finales del XX y comienzos del XXI, de que Swedenborg se refería al Tíbet o a Siberia, o de que conocía el budismo esotérico por contactos y rutas comerciales, así como la similitud de sus prácticas esotéricas con contrapartes asiáticas. La recepción de las obras místicas de Swedenborg traducidas al japonés y las especulaciones literarias del esoterismo occidental de finales del siglo XIX y comienzos del XX también influyeron en exponentes del budismo asiático moderno.
Se propusieron nociones de que una «pre-Cábala» se encontraba en una Revelación china o asiática anterior a la judía por James Parsons y fueron asimiladas en círculos masónicos escoceses, siendo un gran difusor de esto Andrew Michael Ramsay en su libro The Philosophical Principles of Natural and Revealed Religion (1748-49).
Un ensayo póstumo de Michel-Ange-André Le Roux Deshauterayes describía en su primera parte la «doctrina esotérica» del budismo; fue leído por Schopenhauer en 1826, quien fue muy influido por la obra.
Abel Rémusat y Brian Houghton Hodgson identificaron lo que llamaron el «budismo esotérico» de Nepal, el Tíbet y China como una doctrina distinta y no atea, ya que afirmaba un primer principio inteligente llamado el Adi-Buddha; señalaron que había una categorización interna de los textos llamada Tantra/Upadesha como esotérica. Horace H. Wilson en 1832 también se centró en esta doctrina budista esotérica. En 1827, Henry Colebrooke discutió el «brāhmana esotérico».
En el libro Isis Unveiled (1877), Helena Blavatsky intentó, según Devin Zuber, «incorporar todos los aspectos concebibles» de los «esoterismos oriental y occidental». También escribió que Swedenborg había tenido una Revelación de enseñanzas esotéricas budistas e hindúes desde el Tíbet. Otro libro importante en el contexto de la sociedad teosófica fue Esoteric Buddhism (1883) de Alfred Percy Sinnett. Max Müller repudió las afirmaciones de los teósofos sobre la existencia de un «budismo esotérico» o doctrinas indias esotéricas.